# Liste der Orte im Landkreis Traunstein
Die Liste der Orte im Landkreis Traunstein listet die 1938 amtlich benannten Gemeindeteile (Hauptorte, Kirchdörfer, Pfarrdörfer, Dörfer, Weiler und Einöden) im Landkreis Traunstein auf.

## Systematische Liste
Alphabet der Städte und Gemeinden mit den zugehörigen Orten.
- Die Gemeinde Altenmarkt an der Alz mit 42 Gemeindeteilen:
  - Pfarrdorf Baumburg
  - Kirchdörfer Altenmarkt an der Alz und Rabenden
  - Dörfer Berg, Dorfen, Grassach, Offling, Rupertsdorf und Thalham
  - Weiler Forst, Frühling, Ginzing, Hundsöd, Irling, Kirchberg, Massing, Neustadl, Nock, Oberhilgen, Sankt Wolfgang, Unterhilgen, Viehhausen, Wies und Zieglstadl
  - Einöden Au, Bromberg, Diepling, Dorfreit, Entfelden, Epping, Garsch, Glött, Hasenbichl, Kalkgrub, Kothöd, Kreidlberg, Laufenau, Massingmühle, Oed, Scharten, Simmerreit und Stumpfering

- Die Gemeinde Bergen mit 32 Gemeindeteilen:
  - Pfarrdorf Bergen
  - Kirchdorf Bernhaupten
  - Dörfer Holzhausen, Pletschach, Ramberg, Rumgraben, Schlipfing und Weißachen
  - Weiler Anger, Eßbaum, Hautzenbichl, Hilzing, Klaus, Oed, Pattenberg, Schellenberg, Sonnenleiten, Steinbrücken und Weidach
  - Einöden Dafeicht, Geißing, Haslach, Irlach, Kaltenbrunn, Kohlstadt, Kronberg, Leiten, Lohmann, Oberwald, Schipfl, Schmidwald und Unterwald

- Die Gemeinde Chieming mit 38 Gemeindeteilen:
  - Pfarrdörfer Chieming, Hart und Ising
  - Kirchdorf Stöttham
  - Dörfer Arlaching, Egerer, Eglsee, Fehling, Knesing, Laimgrub, Manholding, Oberhochstätt, Pfaffing, Siedenberg, Tabing, Thauernhausen und Weidach
  - Weiler Aufham, Außerlohen, Grilling, Hub, Kainrading, Kleeham, Schützing, Storfling, Unterhochstätt, Wald und Wimpersing
  - Einöden Billing, Hilleck, Holzmann, Kötzing, Lenglach, Meising, Neubauer, Öd, Pittersdorf und Weidboden

- Die Gemeinde Engelsberg mit 99 Gemeindeteilen:
  - Pfarrdorf Engelsberg
  - Dörfer Eiting, Offenham, Schabing und Wölkham
  - Weiler mit Kirche Maisenberg
  - Weiler Aicher am Kaindl, Altfeichten, Bennoberg, Dunstenstein, Forsting, Gatterhub, Henhub, Höbering, Inhausen, Lupperting, Maierhof, Ottenthal, Reit, Starfling, Straß, Wiesmühl an der Alz und Zeilerer
  - Einöden Aicher, Aigl, Aikerting, Asbach, Bachmann, Balghub, Bankl, Birner, Bock, Brandl, Donser, Dorf, Ecking, Eder an der Mörn, Emmer, Esterer, Etzberg, Fegl, Feichten, Gailhausen, Geiger, Gießmühle, Gloneck, Hafing, Haider, Hinterdorfen, Hungerhub, Jackhub, Kamhub, Kehrer, Kehrerbinder, Kitzenthal, Kleinholzmann, Kühberg, Lindach, Losbichl, Neugütl, Neuhäusl, Niederlehen, Niederstein, Oberau, Oberharrer, Oberlehen, Ohni, Osenstätten, Pächmann, Pichler, Prast, Pürn, Ramer, Reitmeister, Renegarn, Riefer, Scheitzened, Schillmaier, Schlegl, Schmidhub, Schmidseidl, Schnitzer, Schöberl, Schwarzed, Sieghart, Schnitzer, Streicher, Trost, Unnütz, Unterau, Unterharrer, Vogleck, Vorderdorfen, Waldhub, Wallner, Weger, Weichslehen, Wollmannstetten und Wörgant

- Die Gemeinde Fridolfing mit 66 Gemeindeteilen:
  - Pfarrdorf Fridolfing
  - Kirchdorf Pietling
  - Dörfer Allerfing, Eberding, Götzing, Hohenbergham, Kelchham, Lebenau, Muttering, Oberau, Rautenham, Strohhof, Untergeisenfelden und Winkeln
  - Weiler mit Kirche Kolomann
  - Weiler Anthal, Berg, Breitwies, Brunn, Dietwies, Eizing, Engelschalling, Felln, Forst, Fürstenberg, Haag, Haslau, Hilzham, Klebham, Kleineich, Kumberg, Langesöd, Lieseich, Mayerhofen, Niederau, Nilling, Obergeisenfelden, Oed und Pirach
  - Einöden Enhub, Fischenberg, Fürst, Furth, Gierling, Glatzenberg, Hornis, Karlachöd, Linden, Lixen, Niederwinkeln, Plossau, Polsing, Pulharting, Schifferleiten, Seebach, Spannbruck, Steinersöd, Steinmaßl, Stief, Stießberg, Stockham, Thannsberg, Überfuhr, Umundum, Wiesmann und Wimm

- Die Gemeinde Grabenstätt mit 41 Gemeindeteilen:
  - Pfarrdörfer Erlstätt und Grabenstätt
  - Kirchdorf Marwang
  - Dörfer Bergen, Hirschau, Höring, Kraimoos, Osterbuchberg, Tettenmoos, Winkl bei Grabenstätt und Zeiering
  - Weiler Fernbichl, Gutharting, Hagenau, Hütt, Innerlohen, Kaltenbach, Langenspach, Niederndorf, Oberaschau, Schneereut, Sossau und Staudach
  - Einöden Aberg, Brodeich, Buch, Eckering, Fliegeneck, Hachsenöst, Heilegart, Kalsperg, Kroneck, Lenthal, Obereggerhausen, Pitzlloch, Stadeln, Unteraschau, Untereggerhausen, Vocking, Wimm und Wolferting

- Der Markt Grassau mit 31 Gemeindeteilen:
  - Hauptort Grassau
  - Kirchdörfer Mietenkam und Rottau
  - Dörfer Au, Kucheln, Obermoosbach, Reifing, Reit und Viehhausen
  - Siedlungen Aich, Brandstätt, Filze, Grafing und Nußbaum
  - Weiler Grießenbach, Guxhausen, Hindling, Klaus, Steinbruck, Untermoosbach und Weiher
  - Einöden Adersberg, Brunnhaus, Einöde, Fahrnpoint, Hachau, Mauthhäusl, Moos, Nachmühl, Strehtrumpf und Weißenbach

- Die Gemeinde Inzell mit 51 Gemeindeteilen:
  - Pfarrdorf Inzell
  - Kirchdorf Niederachen
  - Dörfer Bichl, Breitmoos, Eck, Ed, Gschwall, Hausmann, Hutterer, Kienau, Kranawitt, Kreuzfeld, Pommern, Schmelz, Schwarzberg, Sterr, Sulzbach, Teisenberg, Unterau, Unterrain und Würau
  - Weiler Boden, Gschwendt, Hinterbichl, Kapell, Keitl, Klaffeln, Kohlgrub, Oed, Oedmühl, Ramsen, Reith, Thurn, Vorderbichl, Vordergschwall, Wald und Windgrat
  - Feriendorf Holzen
  - Die Einöde mit Kirche Einsiedl
  - Einöden Duft, Eben, Fantenberg, Kienberg, Maiermühle, Panholz, Paulöd, Schneewinkl, See, Wien und Zwing
  - Forsthaus Adlgaß

- Die Gemeinde Kienberg mit 33 Gemeindeteilen:
  - Pfarrdorf Kienberg
  - Dörfer Bernbichl, Holzhausen, Ortmaring, Pößmoos und Siboling
  - Weiler Gigling, Größing, Helming, Heretsham, Kendling, Labering, Lahr, Mauern, Mörn, Oed, Rampertskirchen, Schönberg, Simering und Sonnau
  - Einöden Aich, Bichl, Deisensee, Gauing, Grub, Haslreit, Lahröster, Orthofen, Randling, Sonderhausen, Stadl, Thurmbau und Willing

- Die Gemeinde Kirchanschöring mit 49 Gemeindeteilen:
  - Pfarrdörfer Kirchanschöring und Kirchstein
  - Dörfer Frohnholzen, Hausen, Hipflham, Kothaich, Lackenbach, Lampoding, Redl, Ribing, Roth, Rothanschöring und Wolkersdorf
  - Weiler Bannmühle, Breitwies, Dürnberg, Ellham, Eschelbach, Güßhübel, Kronwitt, Längersöd, Milzham, Pirach, Pölln, Sauberg, Thal, Voglaich, Watzing und Zeifen
  - Einöden Bernreut, Greiner, Guggenberg, Herrnöd, Hof, Horn, Leiharting, Lohen, Neunteufeln, Penesöd, Pöllner, Reichersdorf, Reit, Reschberg, Reut bei Eschelbach, Röhrmoos, Scharam, Schwaig, Wies und Zebhausen

- Die Gemeinde Marquartstein mit 20 Gemeindeteilen:
  - Pfarrdorf Marquartstein
  - Dörfer Niedernfels, Oed, Pettendorf und Piesenhausen
  - Weiler Freiweidach, Geisenhausen, Hängthal, Lanzing, Streunthal, Süssen, Vogllug und Wuhrbichl
  - Einöden Dicking, Donau, Entlehen, Grenzmühle, Holzen und Mooshäusl
  - Berghütte Schwaig

- Die Gemeinde Nußdorf mit 11 Gemeindeteilen:
  - Pfarrdorf Nußdorf
  - Kirchdorf Sondermoning
  - Dörfer Aiging, Herbsdorf, Litzlwalchen und Wang
  - Weiler Mögstetten, Mühlthal und Weiderting
  - Einöden Hartmann und Ruhpoint

- Die Gemeinde Obing mit 60 Gemeindeteilen:
  - Pfarrdorf Obing
  - Dörfer Frabertsham, Gallertsham, Großbergham, Haiming, Honau, Ilzham, Kleinornach, Pfaffing, Rumersham und Stockham
  - Weiler mit Kirche Albertaich
  - Weiler Allertsham, Bernhaiming, Diepertsham, Diepoldsberg, Grössenberg, Großornach, Hainham, Helm, Herndling, Hochbruck, Irlham, Kafterbaum, Kirchholz, Landertsham, Moosmühl, Reiterberg, Roitham, Schalkham, Schlaipfering, Thalham und Waldhaiming
  - Einöden Attenberg, Autschachen, Bach, Ed, Erlach, Grub, Hausen, Herzog im Feld, Jepolding, Kleinbergham, Künering, Liedering, Lindach, Mitterpirach, Niederham, Oberleiten, Oberpirach, Reit, Sachsenham, Schabing, Schopf, Stöttwies, Thorstadl, Unterpirach, Voglöd, Wolfegg und Zeismering

- Die Gemeinde Palling mit 57 Gemeindeteilen:
  - Pfarrdörfer Freutsmoos und Palling
  - Kirchdörfer Brünning, Harpfetsham und Tyrlbrunn
  - Dörfer Barmbichl, Gengham, Heilham, Höhenstetten, Katzwalchen, Oberroidham, Oberweißenkirchen, Polsing und Unering
  - Weiler Allerding, Baumham, Gansfelden, Geiselfing, Hörmetsham, Jegling, Kagern, Kamping, Lampertsham, Mahd, Mitterroidham, Oberhafing, Oberschilding, Ranham, Schreckenbach, Sieberöd, Stalling, Thalham, Unterhafing, Unterschilding, Unterweißenkirchen und Volkrading
  - Einöde mit Kirche Kirchberg
  - Einöden Beharting, Einsiedl, Genetsham, Grafetstetten, Haistrach, Halböd, Haslach, Hehenberg, Heigermoos, Hofstätt, Holzbrunn, Kagreit, Kleinreuth, Malberting, Obersommering, Reitmeier, Schwank, Stetten am Holz, Unterroidham und Untersommering

- Die Gemeinde Petting mit 71 Gemeindeteilen:
  - Pfarrdorf Petting
  - Dörfer Kühnhausen, Ringham und Schönram
  - Weiler Aich, Altofing, Brandhofen, Eglsee, Furt, Gallenbach, Gröben, Hinterpoint, Kirchberg, Kirchhof, Lehen, Lemperholzen, Mandlberg, Mörnberg, Mühlberg, Musbach, Neu-Gröben, Neuhaus, Neuputzham, Putzham, Reuten, Schweighausen, Sondershausen, Spöck, Stötten, Streulach, Teichting, Walchen, Wasserbrenner und Winden
  - Einöden Abfalter, Aichbauer, Ammerberg, Aring, Bildhauer, Damm, Dornbach, Filzhäusl, Filzschuster, Filzweber, Gilling, Hainz am See, Hennhart, Hintergesselberg, Holzeck, Koppelstadt, Kraxenest, Lindenhub, Moosreuth, Moritz, Neukrämer, Pröllner, Quellgrund, Scheuerl, Seeberg, Seehaus, Seehof, Seeschneider, Stockach, Stubern, Unverzug, Vordergesselberg, Wiedenreut, Wimm, Wurzenberg, Zentern und Zenzl

- Die Gemeinde Pittenhart mit 28 Gemeindeteilen:
  - Pfarrdorf Pittenhart
  - Dörfer Aindorf, Altersham, Eschenau, Hinzing, Nöstlbach und Oberbrunn
  - Weiler Aiglsham, Allerding, Fachendorf, Fremdling, Gramelberg, Maiering, Niederbrunn, Niederham, Rachertsfelden, Taxenberg und Windschnur
  - Einöden Apping, Heinrichsberg, Lochen, Mallerting, Rothbuch, Schachen, Straßberg, Walzach und Wimm
  - Gewerbegebiet Bahnhof

- Die Gemeinde Reit im Winkl mit 9 Gemeindeteilen:
  - Pfarrdorf Reit im Winkl
  - Dörfer Birnbach, Blindau, Entfelden, Groissenbach, Oberbichl, Seegatterl, Unterbichl und Winklmoos-Alm

- Die Gemeinde Ruhpolding mit 72 Gemeindeteilen:[2]
  - Pfarrdorf Ruhpolding
  - Kirchdorf Zell
  - Dörfer Am Wundergraben, Bibelöd, Brand, Brandstätt, Fuchsau, Gnaig, Grashof, Haßlberg, Infang, Lohen, Maiergschwendt, Mühlwinkl, Neustadl, Niedervachenau, Sankt Valentin, Schwaig, Vordermiesenbach, Waich, Wasen und Wiesen
  - Weiler Bacherwinkl, Bärngschwendt, Blicken, Bojern, Brandl, Buchschachen, Egg, Eisenberg, Gruttau, Gstatt, Hinterreit, Laubau, Mitterwegen, Obergschwendt, Ort, Ramsler, Reiten, Seehaus, Steinberg, Stocking, Stockreit, Sulzen, Urschlau und Widdmoos
  - Einöden Aschenau, Au, Brandlberg, Endsee, Fritz am Sand, Fuchswiese, Geiern, Guglberg, Hallweg, Hinterpoint, Hocherbalm, Hutzenau, Knogl, Labenbach, Obereben, Oberhausen, Plenken, Point, Rauchenbichl, Ried, Schürzbichl, Stadler, Steinbergalm, Untereben, Weingarten und Zwickling

- Die Gemeinde Schleching mit 12 Gemeindeteilen:
  - Pfarrdorf Schleching
  - Kirchdorf Raiten
  - Dörfer Achberg, Ettenhausen, Mettenham und Mühlau
  - Weiler Landerhausen und Wagrain
  - Einöden Baumgarten, Buchberg, Emperbichl und Streichen

- Die Gemeinde Schnaitsee mit 118 Gemeindeteilen: 
  - Pfarrdörfer Schnaitsee und Waldhausen
  - Kirchdorf Harpfing
  - Dörfer Allerding, Kappeln, Kreuzstraße, Lampertsham, Oeden und Waltlham
  - Weiler Axtham, Bergham, Bichl, Buchet, Burgstall, Ed, Eden, Forstau, Gattenham, Ginzing, Gitzen, Henning, Hermannstetten, Hochschatzen, Holzmann, Iring, Irlbach, Kolbing, Maierhof, Mantelsham, Moos, Obernhof, Pfaffenham, Pfeisenham, Rinkertsham, Rumering, Rupertsham, Sandgrub, Schabinghof, Schmidham, Schrankbaum, Schweinsteig, Seppenberg, Sinzing, Stangern, Stetten, Thal und Zansham
  - Einöden Adlmoos, Allersing, Altenöd, Axtberg, Bergmann, Bernöd, Blabsreit, Blankenberg, Brandstätt, Breitreit, Buchreit, Buchwies, Dirnreit, Dobel, Dorfen, Durchschlacht, Eck, Edenhub, Edenreit, Eggerding, Engelberned, Englmeier, Fachendorf, Feldmühle, Fernbromberg, Flötzing, Garting, Geiersberg, Götzberg, Gröben, Gschwendt, Habam, Hermann in der Steinau, Kaltbrunn, Kirchstätt, Kobl, Köhldorf, Kratzberg, Kratzbichl, Leiten, Lichteneck, Linden, Lochen, Manzing, Maurach, Offenham, Parting, Poschen, Rabeneck, Roßbirn, Salming, Schabingsföhr, Schachen, Schauersbreiten, Scheitzen, Schilling, Schimpflingsöd, Sinzinger, Spitzentränk, Steinau, Steineck, Stock, Stölzlberg, Surbrunn, Urbau, Wabach, Weiding, Westerhausen, Zelln und Zipfleck
  - Anstalt Berg

- Die Gemeinde Seeon-Seebruck mit 66 Gemeindeteilen:
  - Pfarrdörfer Klosterseeon, Seebruck und Truchtlaching
  - Kirchdörfer Bräuhausen, Ischl und Seeon
  - Dörfer Burgham, Castrum, Döging, Dorf, Ebering, Fembach, Graben, Neubichl, Pavolding, Roitham, Schachen, Straß und Wattenham
  - Weiler Baderpoint, Bauschberg, Eglhart, Engering, Esbaum, Höllthal, Lambach, Niesgau, Pattenham, Perading, Point, Pullach, Seilerberg, Steinrab, Stetten, Stöffling, Straßham, Waltenberg, Weinberg und Wöllhub
  - Einöden Aign, Apperting, Brandhub, Brandl, Bürghub, Eglsee, Erlberg, Esterer, Grafenanger, Grilleck, Grünweg, Guggenbichl, Heimhilgen, Holzen, Karlswerk, Käs, Leiten, Lochen, Lochenhäusl, Luging, Maisham, Mörn, Poing, Sandgrub, Scheitzenberg, Schmidberg und Staller

- Die Gemeinde Siegsdorf mit 98 Gemeindeteilen:
  - Pfarrdörfer Eisenärzt, Hammer und Siegsdorf
  - Kirchdörfer Hörgering und Sankt Johann
  - Dörfer Alzing, Frauenstätt, Höpfling, Knappenfeld, Meisau, Molberting, Oed, Reichhausen, Reuten, Scharam, Traundorf, Unterheutau, Venusberg, Vogling, Wagenau, Wernleiten und Wolfsberg
  - Feriendörfer Feichten, Mosen und Vorauf
  - Weiler Aigen, Bucheck, Daxa, Feilenreit, Gastag, Gerhartsreit, Grünreit, Hachau, Haunerting, Hinterwelln, Höll, Kohlbrenn, Königswiesen, Linden, Mauer, Mauerriedl, Oberheutau, Oberunterberg, Osterham, Pattenau, Plereit, Rudhart, Scheiblegg, Schweinbach, Spatzreit, Spirka, Stein, Tauernstein, Thal, Thalham, Untergalling, Vorderwelln, Wald, Weitwies und Zuhausen
  - Kurheim Bad Adelholzen
  - Kloster Maria-Eck
  - Einöden Adlgastag, Aich, Aicher, Alm, Auli, Aumann, Bernbichl, Bichl, Daxbach, Daxlberg, Embach, Farnbichl, Felln, Hallaich, Häusern, Holnstein, Hub, Krutzling, Kühleiten, Lettengruben, Lindl, Lohhäusl, Mahd, Obereck, Obergalling, Paulfischer, Prüll, Rettenbach, Schöneck, Unterberg, Untereck, Vitzthum, Weiher, Wiese, Wiesen und Wimm

- Die Gemeinde Staudach-Egerndach mit 12 Gemeindeteilen:
  - Pfarrdorf Staudach
  - Kirchdorf Egerndach
  - Dörfer Bayern, Schnappenwinkl und Steinach
  - Weiler Avenhausen, Gastätt, Hub, Kitzbichl und Straßberg
  - Einöden Dillsperg und Einöd

- Die Gemeinde Surberg mit 65 Gemeindeteilen:
  - Pfarrdorf Surberg
  - Kirchdorf Ettendorf
  - Dörfer Hallabruck, Hufschlag, Lauter, Oed, Surtal, Thannreit und Thunstetten
  - Weiler Au, Buchbichl, Burghartsöd, Diesenbach, Eck, Fuchsreut, Gastag, Geiersnest, Graben, Haunerting, Hierankl, Hinterleiten, Holneich, Hub, Kapell, Knappenfeld, Lacken, Lappen, Pauleck, Rausch, Ried, Selberting, Straß, Thalmann, Trenkmoos, Wiesen und Wüstenreit
  - Einöden Andrichstadt, Brucklehen, Buchen, Diepoltstatt, Feiler, Hinterhöhenwald, Jahn, Kohlbichl, Lehen in Surberg, Leiten, Lerchen, Moos, Nutz, Oberhöhenwald, Pfarrhof, Quirn, Reut, Rosenthal, Roßruck, Schineck, Schönau, Spiegelsberg, Surbergbichl, Tandlmaier, Thal, Thalmühle, Thann, Vachenlug und Wimm

- Die Gemeinde Tacherting mit 108 Gemeindeteilen:
  - Pfarrdörfer Peterskirchen und Tacherting
  - Kirchdorf Emertsham
  - Siedlung Neuschalchen
  - Dörfer Altenham, Arfling, Buchöster, Degernfeld, Förgenthal, Lengloh, Mittermühle, Oberbrunnham, Reit, Schalchen, Straß und Wajon
  - Weiler Berg, Brandstätt, Buch, Eberting, Flecking, Hirschham, Hochreit, Holzenhilgen, Holzhäusl, Hütting, Laab, Liebharten, Lohen, Maierstetten, Niederhausen, Pfarrhof, Ponthal, Reicherting, Ruppling, Schermühle, Schönlinden, Schweinberg, Spiegelsberg, Unterbrunnham, Urthal, Wartmoning, Weisthum und Witzmoning
  - Einöden Aichmühle, Aigner, Arbeiter, Attenberg, Attenhub, Au, Außerperl, Brandstätter, Eck, Fellern, Fern, Fuchsreit, Galgenpoint, Gerading, Goldberg, Guttenhof, Haitzing, Handler, Harrer, Haselreit, Heimhilgen, Hochholzen, Hof, Höhenmark, Holzen, Hörzing, Kainau, Kirchstätt, Kirschner, Kitzler, Klugham, Lehen, Leiten, Lufersöd, Machesöd, Maierlreith, Mitterfelden, Moos, Mörn, Mühlhausen, Mussen, Mussenmühle, Neudeck, Otzen, Pinzgau, Reichgrub, Rusch, Schergenhub, Schörging, Schwoshub, Siegharting, Siegler, Spreit, Stadler, Vogl, Watzing, Weg, Werfer, Wies, Willading, Woishub, Wolfanger, Wolfhausen und Zehnthof

- Die Gemeinde Taching am See mit 53 Gemeindeteilen:
  - Pfarrdörfer Taching am See und Tengling
  - Kirchdorf Burg
  - Dörfer Eging, Gessenhausen, Mauerham, Obertaching und Untertaching
  - Weiler Assing, Buchberg, Fisching, Haunerting, Haus, Hörgassing, Limberg, Mollstätten, Mönchspoint, Moosmühle, Mühlthal, Pertenham, Rambicheln, Salling, Schönhofen, Sicharting, Stecken, Steineck, Steingrub, Weitgassing und Wimpasing
  - Einöden Aignsee, Au, Bermoos, Bromberg, Burgeralm, Coloman, Furthmühle, Grendach, Gröben, Hammerloh, Haseneck, Hirschpoint, Hochfeld, Höhenreit, Hucking, Krautenbach, Moos, Planthal, Schneidergröben, Schröckenbauer, Thalpoint, Weiherhaus, Weinberg und Zaglreit

- Die Stadt Tittmoning mit 121 Gemeindeteilen:
  - Hauptort Tittmoning
  - Pfarrdörfer Asten und Kay
  - Kirchdörfer Kirchheim und Törring
  - Dörfer Abtenham, Bergham, Grassach, Harmoning, Hausmoning, Holzhausen, Inzing, Laufing, Mühlham, Nonnreit, Ponlach, Ramsdorf, Weilham und Wiesmühl bei Tittmoning
  - Weiler Allmoning, Alterfing, Ausang, Berg, Brunn, Burg, Dandlberg, Diepling, Dunsting, Enzelsberg, Esbach, Falting, Froschham, Furth, Gramsam, Guggenberg, Hof, Hörzing, Knappen, Kugelthal, Langwied, Lanzing, Leitgering, Lohen, Mayerhofen, Moos, Münichham, Murschall, Ollerding, Peterwinkeln, Pfaffing, Piesenberg, Ranharting, Saag, Salling, Schelleneck, Schlaffen, Schlichten, Schmerbach, Stetten, Traßmiething, Untermeggenthal, Waldering, Wies und Wilgering
  - Einöden Biering, Deisenberg, Dürnberg, Elsenloh, Enichham, Ettenau, Feldhub, Furtmühl, Großmühlthal, Gunzenberg, Hainach, Hechenberg, Helmberg, Herrneich, Himmelreich, Hinterhofen, Hirschreit, Hochhaus, Holzen, Holzschnell, Holzweber, Hüttenau, Kaholz, Kettenberg, Klaffmühle, Kobeln, Krötzing, Kutterau, Laiming, Ledern, Lindach, Linerding, Lobing, Manetsberg, Meggenthal, Miesweidach, Mittereich, Moosburg, Moosen, Mooswinkeln, Niederham, Niederstockham, Oberöd, Oberried, Öllerberg, Reit, Roibach, Rothkampeln, Stackendorf, Steinleich, Stockham, Untergunzenberg, Unteröd, Unterried, Walchen, Wallmoning und Wimm

- Die Stadt Traunreut mit 63 Gemeindeteilen:
  - Hauptort Traunreut
  - Pfarrdörfer Sankt Georgen und Traunwalchen
  - Dörfer Anning, Biebing, Burgberg, Frühling, Haßmoning, Hohenester, Hölzl, Hörpolding, Hörzing, Mais, Matzing, Neudorf, Niedling, Nunhausen, Oberwalchen, Oderberg, Pertenstein, Stein an der Traun, Walding und Weisbrunn
  - Weiler Arleting, Attenmoos, Buchberg, Frauenhurt, Gigling, Heiming, Höberich, Hochreit, Höhe, Hurtöst, Irsing, Kirchstätt, Neugaden, Parzing, Pierling, Poschmühle, Roitham, Schmieding, Steineck, Walchenberg, Weiher, Weisham, Wiesen, Zieglstadl und Zweckham
  - Einöden Au, Daxberg, Fasanenjäger, Grasreit, Hinterwies, Höhenberg, Holzreit, Hurt, Narnberg, Oberhaus, Plattenberg, Reit, Schlichtersberg, Schneckenberg und Sieglreit

- Die Große Kreisstadt Traunstein mit 63 Gemeindeteilen:
  - Hauptort Traunstein
  - Pfarrdorf Haslach
  - Kirchdorf Kammer
  - Dörfer Axdorf, Daxerau, Einham, Empfing, Geißing, Gerating, Guntramshügl, Höfen, Höpperding, Kotzing, Langmoos, Neuling, Reichsberg, Rettenbach, Schmidham, Seiboldsdorf, Traunstorf, Unterhaid, Wegscheid und Wolkersdorf
  - Siedlung Oberhaid
  - Weiler Abstreit, Alterfing, Baumgarten, Buchfelln, Haunstätt, Hochberg, Kaltenbach, Kronacker, Leiderting, Mitterbichl, Neuhausen, Preising, Riederting, Roitwalchen, Rutzöd, Siegelberg und Tinnerting
  - Einöden Bach, Bergwiesen, Büchling, Eppenstatt, Gamm, Graben, Hochöd, Holzleiten, Hütt, Irlach, Kirchleiten, Lüfteneck, Marberloh, Mayerhofen, Obersöln, Öd in der Pechschneid, Paulöd, Schinagl, Schwaig, Schwober und Untersöln
  - Anstalt Sparz

- Die Stadt Trostberg mit 94 Gemeindeteilen:
  - Hauptort Trostberg
  - Stadtteile Mögling und Wimm
  - Pfarrdörfer Heiligkreuz, Lindach, Oberfeldkirchen und Schwarzau
  - Kirchdörfer Deinting und Tinning
  - Dörfer Benetsham, Deisenham, Dieding, Engertsham, Nunbichl und Pirach
  - Siedlungen Eglsee, Kaltenbrunn, Oberwimm und Wäschhausen
  - Weiler Aich, Armutsham, Aspertsham, Bandsham, Bergham, Biburg, Edling, Gainharting, Gerharding, Gumpertsham, Gunerfing, Günzelham, Hagenau, Hennthal, Hilling, Hochwies, Hofstett, Holzen, Irlpoint, Kaps, Moosham, Perating, Rohrigham, Schedling, Schönreit, Schwarzerberg, Viehhausen, Weiding, Weikertsham, Willertsham und Wolfering
  - Einöden Allerting, Baumgarten, Berghäng, Birn, Blindreut, Brünhausen, Feichten, Fernhub, Forst, Gaßberg, Gasteig, Getzing, Gloneck, Grafischen, Großschwarz, Hör, Irschenham, Kainhub, Kendling, Kleinschwarz, Köbeln, Kronest, Magdpoint, Oed, Ort, Pfaffenberg, Pieling, Purkering, Reit, Reut, Rosenberg, Schilling, Schloßberg, Schönharting, Sprinzenberg, Steinberg, Stolzenberg, Stöttling bei Engertsham, Stöttling bei Pirach, Voglsang, Waltersham, Wechselberg, Wimpasing und Zagl

- Die Gemeinde Übersee mit 36 Gemeindeteilen:
  - Pfarrdorf Übersee
  - Kirchdörfer Almau und Westerbuchberg
  - Dörfer Albern, Almfischer, Anger, Bachham, Baumgarten, Feldwies, Gassen, Gröben, Hinterbichl, Hocherlach, Luft, Moosen, Neuwies, Seethal und Stegenhäuser
  - Siedlungen Chiemseemoos, Heinrichwinkel und Vorderbichl
  - Weiler Aumühle, Damberg, Gießen, Gries, Heißanger, Schließpoint, Stegen, Wasen und Windschnur
  - Einöden Angerling, Engelstein, Frenthal, Reisermann, Weidach und Wessen

- Die Gemeinde Unterwössen mit 31 Gemeindeteilen:
  - Pfarrdorf Unterwössen
  - Kirchdorf Oberwössen
  - Dörfer Agg, Au, Brem, Garbmühle, Hauser, Hinterwössen, Kruchenhausen, Rexau und Wegmann
  - Weiler Bichl, Daxenberg, Grund, Hacklau, Lendbichl, Litzelau, Manzenberg, Neuschmied, Widholz und Wiesen
  - Einöden Altweg, Balsberg, Grub, Hammer, Loh, Point, Schlecht, Staffen, Stücklmühle und Stücklschneid

- Die Gemeinde Vachendorf mit 17 Gemeindeteilen:
  - Pfarrdorf Vachendorf
  - Dörfer Einharting, Hasperting, Hiensdorf, Mühlen, Spielwang, Wimpasing und Wörglham
  - Weiler Geiselprechting, Humhausen, Mühlbach und Wipfing
  - Einöden Alferting, Büchling, Lug, Schlecht und Stocka

- Der Markt Waging am See mit 122 Gemeindeteilen:
  - Hauptort Waging am See
  - Pfarrdorf Otting
  - Kirchdörfer Gaden, Tettelham und Tettenhausen
  - Dörfer Dieperting, Feichten, Fisching, Holzhausen, Holzleiten, Kammering, Mayerhofen, Nirnharting und Thal
  - Weiler Bicheln, Breitenloh, Bretterleiten, Buch, Dankerting, Dopplmühl, Ebing, Egg, Forst, Freimann, Garscham, Gastag, Gepping, Gessenberg, Großscherzhausen, Halmberg, Hausleiten, Hirschhalm, Hochreit, Höhenberg, Igelsbach, Jakobspoint, Kleeham, Kleinscherzhausen, Krautenberg, Leopoldsberg, Mauerlohen, Miesenböck, Mooshäuser, Mühlberg, Nothbicheln, Oberaschau, Oberleiten, Oberstefling, Obervockling, Parschall, Partenhausen, Ropferding, Scharmeß, Schnöbling, Seeleiten, Sprinzenberg, Starz, Steppach, Straß, Tettenberg, Unteraschau, Unterstefling, Untervockling, Weidach, Weitmoos, Wendling, Wintermoning und Zözenberg
  - Einöden Aglassing, Aich, Alperting, Angerpoint, Au, Biburg, Blindenau, Bucheck, Buchwinkel, Dobelgraben, Eibl, Eichau, Eichberghof, Elsenloh, Falkenbuch, Froschham, Füging, Geismühle, Graben, Großreut, Guggenberg, Hahnbaum, Harmannschlag, Haslach, Hausstätt, Hinterbuch, Hinterreit, Hirschbuch, Höllhaslach, Jettenleiten, Kainz, Kohlbrenner, Lohschuster, Lug, Mittermühle, Molbaum, Moos, Öd im Forst, Oed, Pasee, Plattenberg, Plosau, Rendlmühle, Schönthal, Schuhegg, Schuster am See, Seiboldhof, Sterfling, Unterholzen, Unterropferding, Unterschönthal, Waldhäusl, Wildenhofen und Wolfsberg

- Die Gemeinde Wonneberg mit 50 Gemeindeteilen:
  - Pfarrdorf St. Leonhard am Wonneberg
  - Kirchdorf Egerdach
  - Dörfer Enzersdorf und Weibhausen
  - Weiler Aich, Aichberg, Aichwies, Burgstall, Fritzenweng, Greinach, Greinachtal, Hellmannsberg, Hoggen, Kirchhalling, Köpfelsberg, Lechau, Madreut, Moospoint, Oberau, Oberhalling, Obermoosen, Oberwendling, Plattenberg, Töfenreut, Untermoosen, Voitswinkl, Wald und Zell
  - Einöden Amselgraben, Aumann, Brunnstadt, Eglsee, Fürst, Gänsberg, Heinrichsdorf, Hirschau, Mooshäusl, Neuwimm, Oberdoblmühle, Panolsreut, Ramgraben, Reichwimm, Riendlhäusl, Ruhsdorf, Scharling, Schnatzlreut, Sträubl, Unterwendling, Weberhäusl und Weißbach

## Alphabetische Liste
In Fettschrift erscheinen die Orte, die namengebend für die Gemeinde sind.

### A
- Aberg zu Grabenstätt
- Abfalter zu Petting
- Abstreit zu Traunstein
- Abtenham zu Tittmoning
- Achberg zu Schleching
- Adersberg zu Grassau
- Adlgaß zu Inzell
- Adlgastag zu Siegsdorf
- Adlmoos zu Schnaitsee
- Agg zu Unterwössen
- Aglassing zu Waging a.See
- Aich zu Grassau
- Aich zu Kienberg
- Aich zu Petting
- Aich zu Siegsdorf
- Aich zu Trostberg
- Aich zu Waging a.See
- Aich zu Wonneberg
- Aichbauer zu Petting
- Aichberg zu Wonneberg
- Aicher zu Engelsberg
- Aicher zu Siegsdorf
- Aicher am Kaindl zu Engelsberg
- Aichmühle zu Tacherting
- Aichwies zu Wonneberg
- Aigen zu Siegsdorf
- Aiging zu Nußdorf
- Aigl zu Engelsberg
- Aiglsham zu Pittenhart
- Aign zu Seeon-Seebruck
- Aigner zu Tacherting
- Aignsee zu Taching a.See
- Aikerting zu Engelsberg
- Aindorf zu Pittenhart
- Albern zu Übersee
- Albertaich zu Obing
- Alferting zu Vachendorf
- Allerding zu Palling
- Allerding zu Pittenhart
- Allerding zu Schnaitsee
- Allerfing zu Fridolfing
- Allersing zu Schnaitsee
- Allerting zu Trostberg
- Allertsham zu Obing
- Allmoning zu Tittmoning
- Alm zu Siegsdorf
- Almau zu Übersee
- Almfischer zu Übersee
- Alperting zu Waging a.See
- Altenham zu Tacherting
- Altenmarkt an der Alz zu Altenmarkt a.d.Alz
- Altenöd zu Schnaitsee
- Alterfing zu Tittmoning
- Alterfing zu Traunstein
- Altersham zu Pittenhart
- Altfeichten zu Engelsberg
- Altofing zu Petting
- Altweg zu Unterwössen
- Alzing zu Siegsdorf
- Am Wundergraben zu Ruhpolding
- Ammerberg zu Petting
- Amselgraben zu Wonneberg
- Andrichstadt zu Surberg
- Anger zu Bergen
- Anger zu Übersee
- Angerling zu Übersee
- Angerpoint zu Waging a.See
- Anning zu Traunreut
- Anthal zu Fridolfing
- Apperting zu Seeon-Seebruck
- Apping zu Pittenhart
- Arbeiter zu Tacherting
- Arfling zu Tacherting
- Aring zu Petting
- Arlaching zu Chieming
- Arleting zu Traunreut
- Armutsham zu Trostberg
- Asbach zu Engelsberg
- Aschenau zu Ruhpolding
- Aspertsham zu Trostberg
- Assing zu Taching a.See
- Asten zu Tittmoning
- Attenberg zu Obing
- Attenberg zu Tacherting
- Attenhub zu Tacherting
- Attenmoos zu Traunreut
- Au zu Altenmarkt a.d.Alz
- Au zu Grassau
- Au zu Ruhpolding
- Au zu Surberg
- Au zu Tacherting
- Au zu Taching a.See
- Au zu Traunreut
- Au zu Unterwössen
- Au zu Waging a.See
- Aufham zu Chieming

- Aumann zu Wonneberg
- Auli zu Siegsdorf
- Aumann zu Siegsdorf
- Aumühle zu Übersee
- Ausang zu Tittmoning
- Außerlohen zu Chieming
- Außerperl zu Tacherting
- Autschachen zu Obing
- Avenhausen zu Staudach-Egerndach
- Axdorf zu Traunstein
- Axtberg zu Schnaitsee
- Axtham zu Schnaitsee

↑ Zurück zum Inhaltsverzeichnis

### B
- Bach zu Obing
- Bach zu Traunstein
- Bacherwinkl zu Ruhpolding
- Bachham zu Übersee
- Bachmann zu Engelsberg
- Bad Adelholzen zu Siegsdorf
- Baderpoint zu Seeon-Seebruck
- Bahnhof zu Pittenhart
- Balghub zu Engelsberg
- Balsberg zu Unterwössen
- Bandsham zu Trostberg
- Bankl zu Engelsberg
- Bannmühle zu Kirchanschöring
- Barmbichl zu Palling
- Bärngschwendt zu Ruhpolding
- Baumburg zu Altenmarkt a.d.Alz
- Baumgarten zu Schleching
- Baumgarten zu Traunstein
- Baumgarten zu Trostberg
- Baumgarten zu Übersee
- Baumham zu Palling
- Bauschberg zu Seeon-Seebruck
- Bayern zu Staudach-Egerndach
- Beharting zu Palling
- Benetsham zu Trostberg
- Bennoberg zu Engelsberg
- Berg zu Altenmarkt a.d.Alz
- Berg zu Fridolfing
- Berg zu Schnaitsee
- Berg zu Tacherting
- Berg zu Tittmoning
- Bergen zu Grabenstätt
- Bergen
- Bergham zu Schnaitsee
- Bergham zu Tittmoning
- Bergham zu Trostberg
- Berghäng zu Trostberg
- Bergmann zu Schnaitsee
- Bergwiesen zu Traunstein
- Bermoos zu Taching a.See
- Bernbichl zu Kienberg
- Bernbichl zu Siegsdorf
- Bernhaiming zu Obing
- Bernhaupten zu Bergen
- Bernöd zu Schnaitsee
- Bernreut zu Kirchanschöring
- Bibelöd zu Ruhpolding
- Biburg zu Trostberg
- Biburg zu Waging a.See
- Bicheln zu Waging a.See
- Bichl zu Inzell
- Bichl zu Kienberg
- Bichl zu Schnaitsee
- Bichl zu Siegsdorf
- Bichl zu Unterwössen
- Biebing zu Traunreut
- Biering zu Tittmoning
- Bildhauer zu Petting
- Billing zu Chieming
- Birn zu Trostberg
- Birnbach zu Reit i.Winkl
- Birner zu Engelsberg
- Blabsreit zu Schnaitsee
- Blankenberg zu Schnaitsee
- Blicken zu Ruhpolding
- Blindau zu Reit i.Winkl
- Blindenau zu Waging a.See
- Blindreut zu Trostberg
- Bock zu Engelsberg
- Boden zu Inzell
- Bojern zu Ruhpolding
- Brand zu Ruhpolding
- Brandhofen zu Petting
- Brandhub zu Seeon-Seebruck
- Brandl zu Engelsberg
- Brandl zu Ruhpolding
- Brandl zu Seeon-Seebruck
- Brandlberg zu Ruhpolding
- Brandstätt zu Grassau
- Brandstätt zu Ruhpolding
- Brandstätt zu Schnaitsee
- Brandstätt zu Tacherting
- Brandstätter zu Tacherting
- Bräuhausen zu Seeon-Seebruck
- Breitenloh zu Waging a.See
- Breitmoos zu Inzell
- Breitreit zu Schnaitsee
- Breitwies zu Fridolfing
- Breitwies zu Kirchanschöring
- Brem zu Unterwössen
- Bretterleiten zu Waging a.See
- Brodeich zu Grabenstätt
- Bromberg zu Altenmarkt a.d.Alz
- Bromberg zu Taching a.See
- Brucklehen zu Surberg
- Brünhausen zu Trostberg
- Brunn zu Fridolfing
- Brunn zu Tittmoning
- Brunnhaus zu Grassau
- Brünning zu Palling
- Brunnstadt zu Wonneberg
- Buch zu Grabenstätt
- Buch zu Tacherting
- Buch zu Waging a.See
- Buchberg zu Schleching
- Buchberg zu Taching a.See
- Buchberg zu Traunreut
- Buchbichl zu Surberg
- Bucheck zu Siegsdorf
- Bucheck zu Waging a.See
- Buchen zu Surberg
- Buchet zu Schnaitsee
- Buchfelln zu Traunstein
- Büchling zu Traunstein
- Büchling zu Vachendorf
- Buchöster zu Tacherting
- Buchreit zu Schnaitsee
- Buchschachen zu Ruhpolding
- Buchwies zu Schnaitsee
- Buchwinkel zu Waging a.See
- Burg zu Taching a.See
- Burg zu Tittmoning
- Burgberg zu Traunreut
- Burgeralm zu Taching a.See
- Burgham zu Seeon-Seebruck
- Burghartsöd zu Surberg
- Bürghub zu Seeon-Seebruck
- Burgstall zu Schnaitsee
- Burgstall zu Wonneberg

↑ Zurück zum Inhaltsverzeichnis

### C
- Castrum zu Seeon-Seebruck
- Chieming
- Chiemseemoos zu Übersee
- Coloman zu Taching a.See

↑ Zurück zum Inhaltsverzeichnis

### D
- Dafeicht zu Bergen
- Damberg zu Übersee
- Damm zu Petting
- Dandlberg zu Tittmoning
- Dankerting zu Waging a.See
- Daxa zu Siegsdorf
- Daxbach zu Siegsdorf
- Daxberg zu Traunreut
- Daxenberg zu Unterwössen
- Daxerau zu Traunstein
- Daxlberg zu Siegsdorf
- Degernfeld zu Tacherting
- Deinting zu Trostberg
- Deisenberg zu Tittmoning
- Deisenham zu Trostberg
- Deisensee zu Kienberg
- Dicking zu Marquartstein
- Dieding zu Trostberg
- Dieperting zu Waging a.See
- Diepertsham zu Obing
- Diepling zu Altenmarkt a.d.Alz
- Diepling zu Tittmoning
- Diepoldsberg zu Obing
- Diepoltstatt zu Surberg
- Diesenbach zu Surberg
- Dietwies zu Fridolfing
- Dillsperg zu Staudach-Egerndach
- Dirnreit zu Schnaitsee
- Dobel zu Schnaitsee
- Dobelgraben zu Waging a.See
- Döging zu Seeon-Seebruck
- Donau zu Marquartstein
- Donser zu Engelsberg
- Dopplmühl zu Waging a.See
- Dorf zu Engelsberg
- Dorf zu Seeon-Seebruck
- Dorfen zu Altenmarkt a.d.Alz
- Dorfen zu Schnaitsee
- Dorfreit zu Altenmarkt a.d.Alz
- Dornbach zu Petting
- Duft zu Inzell
- Dunstenstein zu Engelsberg
- Dunsting zu Tittmoning
- Durchschlacht zu Schnaitsee
- Dürnberg zu Kirchanschöring
- Dürnberg zu Tittmoning

↑ Zurück zum Inhaltsverzeichnis

### E
- Eben zu Inzell
- Eberding zu Fridolfing
- Ebering zu Seeon-Seebruck
- Eberting zu Tacherting
- Ebing zu Waging a.See
- Eck zu Inzell
- Eck zu Schnaitsee
- Eck zu Surberg
- Eck zu Tacherting
- Eckering zu Grabenstätt
- Ecking zu Engelsberg
- Ed zu Inzell
- Ed zu Obing
- Ed zu Schnaitsee
- Eden zu Schnaitsee
- Edenhub zu Schnaitsee
- Edenreit zu Schnaitsee
- Eder an der Mörn zu Engelsberg
- Edling zu Trostberg
- Egerdach zu Wonneberg
- Egerer zu Chieming
- Egerndach zu Staudach-Egerndach
- Egg zu Ruhpolding
- Egg zu Waging a.See
- Eggerding zu Schnaitsee
- Eging zu Taching a.See
- Eglhart zu Seeon-Seebruck
- Eglsee zu Chieming
- Eglsee zu Petting
- Eglsee zu Seeon-Seebruck
- Eglsee zu Trostberg
- Eglsee zu Wonneberg
- Eibl zu Waging a.See
- Eichau zu Waging a.See
- Eichberghof zu Waging a.See
- Einham zu Traunstein
- Einharting zu Vachendorf
- Einöd zu Staudach-Egerndach
- Einöde zu Grassau
- Einsiedl zu Palling
- Einsiedl zu Inzell
- Eisenärzt zu Siegsdorf
- Eisenberg zu Ruhpolding
- Eiting zu Engelsberg
- Eizing zu Fridolfing
- Ellham zu Kirchanschöring
- Elsenloh zu Tittmoning
- Elsenloh zu Waging a.See
- Embach zu Siegsdorf
- Emertsham zu Tacherting
- Emmer zu Engelsberg
- Emperbichl zu Schleching
- Empfing zu Traunstein
- Endsee zu Ruhpolding
- Engelberned zu Schnaitsee
- Engelsberg
- Engelschalling zu Fridolfing
- Engelstein zu Übersee
- Engering zu Seeon-Seebruck
- Engertsham zu Trostberg
- Englmeier zu Schnaitsee
- Enhub zu Fridolfing
- Enichham zu Tittmoning
- Entfelden zu Altenmarkt a.d.Alz
- Entfelden zu Reit i.Winkl
- Entlehen zu Marquartstein
- Enzelsberg zu Tittmoning
- Enzersdorf zu Wonneberg
- Eppenstatt zu Traunstein
- Epping zu Altenmarkt a.d.Alz
- Erlach zu Obing
- Erlberg zu Seeon-Seebruck
- Erlstätt zu Grabenstätt
- Esbach zu Tittmoning
- Esbaum zu Seeon-Seebruck
- Eschelbach zu Kirchanschöring
- Eschenau zu Pittenhart
- Eßbaum zu Bergen
- Esterer zu Engelsberg
- Esterer zu Seeon-Seebruck
- Ettenau zu Tittmoning
- Ettendorf zu Surberg
- Ettenhausen zu Schleching
- Etzberg zu Engelsberg

↑ Zurück zum Inhaltsverzeichnis

### F
- Fachendorf zu Pittenhart
- Fachendorf zu Schnaitsee
- Fahrnpoint zu Grassau
- Falkenbuch zu Waging a.See
- Falting zu Tittmoning
- Fantenberg zu Inzell
- Farnbichl zu Siegsdorf
- Fasanenjäger zu Traunreut
- Fegl zu Engelsberg
- Fehling zu Chieming
- Feichten zu Engelsberg
- Feichten zu Siegsdorf
- Feichten zu Trostberg
- Feichten zu Waging a.See
- Feilenreit zu Siegsdorf
- Feiler zu Surberg
- Feldhub zu Tittmoning
- Feldmühle zu Schnaitsee
- Feldwies zu Übersee
- Fellern zu Tacherting
- Felln zu Fridolfing
- Felln zu Siegsdorf
- Fembach zu Seeon-Seebruck
- Fern zu Tacherting
- Fernbichl zu Grabenstätt
- Fernbromberg zu Schnaitsee
- Fernhub zu Trostberg
- Filze zu Grassau
- Filzhäusl zu Petting
- Filzschuster zu Petting
- Filzweber zu Petting
- Fischenberg zu Fridolfing
- Fisching zu Taching a.See
- Fisching zu Waging a.See
- Flecking zu Tacherting
- Fliegeneck zu Grabenstätt
- Flötzing zu Schnaitsee
- Förgenthal zu Tacherting
- Forst zu Altenmarkt a.d.Alz
- Forst zu Fridolfing
- Forst zu Trostberg
- Forst zu Waging a.See
- Forstau zu Schnaitsee
- Forsting zu Engelsberg
- Frabertsham zu Obing
- Frauenhurt zu Traunreut
- Frauenstätt zu Siegsdorf
- Freimann zu Waging a.See
- Freiweidach zu Marquartstein
- Fremdling zu Pittenhart
- Frenthal zu Übersee
- Freutsmoos zu Palling
- Fridolfing
- Fritz am Sand zu Ruhpolding
- Fritzenweng zu Wonneberg
- Frohnholzen zu Kirchanschöring
- Froschham zu Tittmoning
- Froschham zu Waging a.See
- Frühling zu Altenmarkt a.d.Alz
- Frühling zu Traunreut
- Fuchsau zu Ruhpolding
- Fuchsreit zu Tacherting
- Fuchsreut zu Surberg
- Fuchswiese zu Ruhpolding
- Füging zu Waging a.See
- Fürst zu Fridolfing
- Fürst zu Wonneberg
- Fürstenberg zu Fridolfing
- Furt zu Petting
- Furth zu Fridolfing
- Furth zu Tittmoning
- Furthmühle zu Taching a.See
- Furtmühl zu Tittmoning

↑ Zurück zum Inhaltsverzeichnis

### G
- Gaden zu Waging a.See
- Gailhausen zu Engelsberg
- Gainharting zu Trostberg
- Galgenpoint zu Tacherting
- Gallenbach zu Petting
- Gallertsham zu Obing
- Gamm zu Traunstein
- Gänsberg zu Wonneberg
- Gansfelden zu Palling
- Garbmühle zu Unterwössen
- Garsch zu Altenmarkt a.d.Alz
- Garscham zu Waging a.See
- Garting zu Schnaitsee
- Gaßberg zu Trostberg
- Gassen zu Übersee
- Gastag zu Siegsdorf
- Gastag zu Surberg
- Gastag zu Waging a.See
- Gastätt zu Staudach-Egerndach
- Gasteig zu Trostberg
- Gattenham zu Schnaitsee
- Gatterhub zu Engelsberg
- Gauing zu Kienberg
- Geiern zu Ruhpolding
- Geiersberg zu Schnaitsee
- Geiersnest zu Surberg
- Geiger zu Engelsberg
- Geiselfing zu Palling
- Geiselprechting zu Vachendorf
- Geisenhausen zu Marquartstein
- Geismühle zu Waging a.See
- Geißing zu Bergen
- Geißing zu Traunstein
- Genetsham zu Palling
- Gengham zu Palling
- Gepping zu Waging a.See
- Gerading zu Tacherting
- Gerating zu Traunstein
- Gerharding zu Trostberg
- Gerhartsreit zu Siegsdorf
- Gessenberg zu Waging a.See
- Gessenhausen zu Taching a.See
- Getzing zu Trostberg
- Gierling zu Fridolfing
- Gießen zu Übersee
- Gießmühle zu Engelsberg
- Gigling zu Kienberg
- Gigling zu Traunreut
- Gilling zu Petting
- Ginzing zu Altenmarkt a.d.Alz
- Ginzing zu Schnaitsee
- Gitzen zu Schnaitsee
- Glatzenberg zu Fridolfing
- Gloneck zu Engelsberg
- Gloneck zu Trostberg
- Glött zu Altenmarkt a.d.Alz
- Gnaig zu Ruhpolding
- Goldberg zu Tacherting
- Götzberg zu Schnaitsee
- Götzing zu Fridolfing
- Graben zu Seeon-Seebruck
- Graben zu Surberg
- Graben zu Traunstein
- Graben zu Waging a.See
- Grabenstätt
- Grafenanger zu Seeon-Seebruck
- Grafetstetten zu Palling
- Grafing zu Grassau
- Grafischen zu Trostberg
- Gramelberg zu Pittenhart
- Gramsam zu Tittmoning
- Grashof zu Ruhpolding
- Grasreit zu Traunreut
- Grassach zu Altenmarkt a.d.Alz
- Grassach zu Tittmoning
- Grassau
- Greinach zu Wonneberg
- Greinachtal zu Wonneberg
- Greiner zu Kirchanschöring
- Grendach zu Taching a.See
- Grenzmühle zu Marquartstein
- Gries zu Übersee
- Grießenbach zu Grassau
- Grilleck zu Seeon-Seebruck
- Grilling zu Chieming
- Gröben zu Petting
- Gröben zu Taching a.See
- Gröben zu Übersee
- Gröben zu Schnaitsee
- Groissenbach zu Reit i.Winkl
- Großbergham zu Obing
- Grössenberg zu Obing
- Größing zu Kienberg
- Großmühlthal zu Tittmoning
- Großornach zu Obing
- Großreut zu Waging a.See
- Großscherzhausen zu Waging a.See
- Großschwarz zu Trostberg
- Grub zu Kienberg
- Grub zu Obing
- Grub zu Unterwössen
- Grund zu Unterwössen
- Grünreit zu Siegsdorf
- Grünweg zu Seeon-Seebruck
- Gruttau zu Ruhpolding
- Gschwall zu Inzell
- Gschwendt zu Inzell
- Gschwendt zu Schnaitsee
- Gstatt zu Ruhpolding
- Guggenberg zu Kirchanschöring
- Guggenberg zu Tittmoning
- Guggenberg zu Waging a.See
- Guggenbichl zu Seeon-Seebruck
- Guglberg zu Ruhpolding
- Gumpertsham zu Trostberg
- Gunerfing zu Trostberg
- Guntramshügl zu Traunstein
- Günzelham zu Trostberg
- Gunzenberg zu Tittmoning
- Güßhübel zu Kirchanschöring
- Gutharting zu Grabenstätt
- Guttenhof zu Tacherting
- Guxhausen zu Grassau

↑ Zurück zum Inhaltsverzeichnis

### H
- Haag zu Fridolfing
- Habam zu Schnaitsee
- Hachau zu Grassau
- Hachau zu Siegsdorf
- Hachsenöst zu Grabenstätt
- Hacklau zu Unterwössen
- Hafing zu Engelsberg
- Hagenau zu Grabenstätt
- Hagenau zu Trostberg
- Hahnbaum zu Waging a.See
- Haider zu Engelsberg
- Haiming zu Obing
- Hainach zu Tittmoning
- Hainham zu Obing
- Hainz am See zu Petting
- Haistrach zu Palling
- Haitzing zu Tacherting
- Halböd zu Palling
- Hallabruck zu Surberg
- Hallaich zu Siegsdorf
- Hallweg zu Ruhpolding
- Halmberg zu Waging a.See
- Hammer zu Unterwössen
- Hammer zu Siegsdorf
- Hammerloh zu Taching a.See
- Handler zu Tacherting
- Hängthal zu Marquartstein
- Harmannschlag zu Waging a.See
- Harmoning zu Tittmoning
- Harpfetsham zu Palling
- Harpfing zu Schnaitsee
- Harrer zu Tacherting
- Hart zu Chieming
- Hartmann zu Nußdorf
- Haselreit zu Tacherting
- Hasenbichl zu Altenmarkt a.d.Alz
- Haseneck zu Taching a.See
- Haslach zu Bergen
- Haslach zu Palling
- Haslach zu Traunstein
- Haslach zu Waging a.See
- Haslau zu Fridolfing
- Haslreit zu Kienberg
- Hasperting zu Vachendorf
- Haßlberg zu Ruhpolding
- Haßmoning zu Traunreut
- Haunerting zu Siegsdorf
- Haunerting zu Surberg
- Haunerting zu Taching a.See
- Haunstätt zu Traunstein
- Haus zu Taching a.See
- Hausen zu Kirchanschöring
- Hausen zu Obing
- Hauser zu Unterwössen
- Häusern zu Siegsdorf
- Hausleiten zu Waging a.See
- Hausmann zu Inzell
- Hausmoning zu Tittmoning
- Hausstätt zu Waging a.See
- Hautzenbichl zu Bergen
- Hechenberg zu Tittmoning
- Hehenberg zu Palling
- Heigermoos zu Palling
- Heilegart zu Grabenstätt
- Heilham zu Palling
- Heiligkreuz zu Trostberg
- Heimhilgen zu Seeon-Seebruck
- Heimhilgen zu Tacherting
- Heiming zu Traunreut
- Heinrichsberg zu Pittenhart
- Heinrichsdorf zu Wonneberg
- Heinrichwinkel zu Übersee
- Heißanger zu Übersee
- Hellmannsberg zu Wonneberg
- Helm zu Obing
- Helmberg zu Tittmoning
- Helming zu Kienberg
- Henhub zu Engelsberg
- Hennhart zu Petting
- Henning zu Schnaitsee
- Hennthal zu Trostberg
- Herbsdorf zu Nußdorf
- Heretsham zu Kienberg
- Hermann in der Steinau zu Schnaitsee
- Hermannstetten zu Schnaitsee
- Herndling zu Obing
- Herrneich zu Tittmoning
- Herrnöd zu Kirchanschöring
- Herzog im Feld zu Obing
- Hiensdorf zu Vachendorf
- Hierankl zu Surberg
- Hilleck zu Chieming
- Hilling zu Trostberg
- Hilzham zu Fridolfing
- Hilzing zu Bergen
- Himmelreich zu Tittmoning
- Hindling zu Grassau
- Hinterbichl zu Inzell
- Hinterbichl zu Übersee
- Hinterbuch zu Waging a.See
- Hinterdorfen zu Engelsberg
- Hintergesselberg zu Petting
- Hinterhofen zu Tittmoning
- Hinterhöhenwald zu Surberg
- Hinterleiten zu Surberg
- Hinterpoint zu Petting
- Hinterpoint zu Ruhpolding
- Hinterreit zu Ruhpolding
- Hinterreit zu Waging a.See
- Hinterwelln zu Siegsdorf
- Hinterwies zu Traunreut
- Hinterwössen zu Unterwössen
- Hinzing zu Pittenhart
- Hipflham zu Kirchanschöring
- Hirschau zu Grabenstätt
- Hirschau zu Wonneberg
- Hirschbuch zu Waging a.See
- Hirschhalm zu Waging a.See
- Hirschham zu Tacherting
- Hirschpoint zu Taching a.See
- Hirschreit zu Tittmoning
- Höberich zu Traunreut
- Höbering zu Engelsberg
- Hochberg zu Traunstein
- Hochbruck zu Obing
- Hocherbalm zu Ruhpolding
- Hocherlach zu Übersee
- Hochhaus zu Tittmoning
- Hochholzen zu Tacherting
- Hochöd zu Traunstein

- Hochfeld zu Taching a.See

- Hochreit zu Tacherting
- Hochreit zu Traunreut
- Hochreit zu Waging a.See
- Hochschatzen zu Schnaitsee
- Hochwies zu Trostberg
- Hof zu Kirchanschöring
- Hof zu Tacherting
- Hof zu Tittmoning
- Höfen zu Traunstein
- Hofstätt zu Palling
- Hofstett zu Trostberg
- Hoggen zu Wonneberg
- Höhe zu Traunreut
- Höhenberg zu Traunreut
- Höhenberg zu Waging a.See
- Hohenbergham zu Fridolfing
- Hohenester zu Traunreut
- Höhenmark zu Tacherting
- Höhenreit zu Taching a.See
- Höhenstetten zu Palling
- Höll zu Siegsdorf
- Höllhaslach zu Waging a.See
- Höllthal zu Seeon-Seebruck
- Holneich zu Surberg
- Holnstein zu Siegsdorf
- Holzbrunn zu Palling
- Holzeck zu Petting
- Holzen zu Inzell
- Holzen zu Marquartstein
- Holzen zu Seeon-Seebruck
- Holzen zu Tacherting
- Holzen zu Tittmoning
- Holzen zu Trostberg
- Holzenhilgen zu Tacherting
- Holzhausen zu Bergen
- Holzhausen zu Kienberg
- Holzhausen zu Tittmoning
- Holzhausen zu Waging a.See
- Holzhäusl zu Tacherting
- Hölzl zu Traunreut
- Holzleiten zu Traunstein
- Holzleiten zu Waging a.See
- Holzmann zu Chieming
- Holzmann zu Schnaitsee
- Holzreit zu Traunreut
- Holzschnell zu Tittmoning
- Holzweber zu Tittmoning
- Honau zu Obing
- Höpfling zu Siegsdorf
- Höpperding zu Traunstein
- Hör zu Trostberg
- Hörgassing zu Taching a.See
- Hörgering zu Siegsdorf
- Höring zu Grabenstätt
- Hörmetsham zu Palling
- Horn zu Kirchanschöring
- Hornis zu Fridolfing
- Hörpolding zu Traunreut
- Hörzing zu Tacherting
- Hörzing zu Tittmoning
- Hörzing zu Traunreut
- Hub zu Chieming
- Hub zu Siegsdorf
- Hub zu Staudach-Egerndach
- Hub zu Surberg
- Hucking zu Taching a.See
- Hufschlag zu Surberg
- Humhausen zu Vachendorf
- Hundsöd zu Altenmarkt a.d.Alz
- Hungerhub zu Engelsberg
- Hurt zu Traunreut
- Hurtöst zu Traunreut
- Hütt zu Grabenstätt
- Hütt zu Traunstein
- Hüttenau zu Tittmoning
- Hutterer zu Inzell
- Hütting zu Tacherting
- Hutzenau zu Ruhpolding

↑ Zurück zum Inhaltsverzeichnis

### I
- Igelsbach zu Waging a.See
- Ilzham zu Obing
- Infang zu Ruhpolding
- Inhausen zu Engelsberg
- Innerlohen zu Grabenstätt
- Inzell
- Inzing zu Tittmoning
- Iring zu Schnaitsee
- Irlach zu Bergen
- Irlach zu Traunstein
- Irlbach zu Schnaitsee
- Irlham zu Obing
- Irling zu Altenmarkt a.d.Alz
- Irlpoint zu Trostberg
- Irschenham zu Trostberg
- Irsing zu Traunreut
- Ischl zu Seeon-Seebruck
- Ising zu Chieming

↑ Zurück zum Inhaltsverzeichnis

### J
- Jackhub zu Engelsberg
- Jahn zu Surberg
- Jakobspoint zu Waging a.See
- Jegling zu Palling
- Jepolding zu Obing
- Jettenleiten zu Waging a.See

↑ Zurück zum Inhaltsverzeichnis

### K
- Kafterbaum zu Obing
- Kagern zu Palling
- Kagreit zu Palling
- Kaholz zu Tittmoning
- Kainau zu Tacherting
- Kainhub zu Trostberg
- Kainrading zu Chieming
- Kainz zu Waging a.See
- Kalkgrub zu Altenmarkt a.d.Alz
- Kalsperg zu Grabenstätt
- Kaltbrunn zu Schnaitsee
- Kaltenbach zu Grabenstätt
- Kaltenbach zu Traunstein
- Kaltenbrunn zu Bergen
- Kaltenbrunn zu Trostberg
- Kamhub zu Engelsberg
- Kammer zu Traunstein
- Kammering zu Waging a.See
- Kamping zu Palling
- Kapell zu Inzell
- Kapell zu Surberg
- Kappeln zu Schnaitsee
- Kaps zu Trostberg
- Karlachöd zu Fridolfing
- Karlswerk zu Seeon-Seebruck
- Käs zu Seeon-Seebruck
- Katzwalchen zu Palling
- Kay zu Tittmoning
- Kehrer zu Engelsberg
- Kehrerbinder zu Engelsberg
- Keitl zu Inzell
- Kelchham zu Fridolfing
- Kendling zu Kienberg
- Kendling zu Trostberg
- Kettenberg zu Tittmoning
- Kienau zu Inzell
- Kienberg
- Kienberg zu Inzell
- Kirchanschöring
- Kirchberg zu Altenmarkt a.d.Alz
- Kirchberg zu Palling
- Kirchberg zu Petting
- Kirchhalling zu Wonneberg
- Kirchheim zu Tittmoning
- Kirchhof zu Petting
- Kirchholz zu Obing
- Kirchleiten zu Traunstein
- Kirchstätt zu Schnaitsee
- Kirchstätt zu Tacherting
- Kirchstätt zu Traunreut
- Kirchstein zu Kirchanschöring
- Kirschner zu Tacherting
- Kitzbichl zu Staudach-Egerndach
- Kitzenthal zu Engelsberg
- Kitzler zu Tacherting
- Klaffeln zu Inzell
- Klaffmühle zu Tittmoning
- Klaus zu Bergen
- Klaus zu Grassau
- Klebham zu Fridolfing
- Kleeham zu Chieming
- Kleeham zu Waging a.See
- Kleinbergham zu Obing
- Kleineich zu Fridolfing
- Kleinholzmann zu Engelsberg
- Kleinornach zu Obing
- Kleinreuth zu Palling
- Kleinscherzhausen zu Waging a.See
- Kleinschwarz zu Trostberg
- Klosterseeon zu Seeon-Seebruck
- Klugham zu Tacherting
- Knappen zu Tittmoning
- Knappenfeld zu Siegsdorf
- Knappenfeld zu Surberg
- Knesing zu Chieming
- Knogl zu Ruhpolding
- Kobeln zu Tittmoning
- Köbeln zu Trostberg
- Kobl zu Schnaitsee
- Kohlbichl zu Surberg
- Kohlbrenn zu Siegsdorf
- Kohlbrenner zu Waging a.See
- Köhldorf zu Schnaitsee
- Kohlgrub zu Inzell
- Kohlstadt zu Bergen
- Kolbing zu Schnaitsee
- Kolomann zu Fridolfing
- Königswiesen zu Siegsdorf
- Köpfelsberg zu Wonneberg
- Koppelstadt zu Petting
- Kothaich zu Kirchanschöring
- Kothöd zu Altenmarkt a.d.Alz
- Kötzing zu Chieming
- Kotzing zu Traunstein
- Kraimoos zu Grabenstätt
- Kranawitt zu Inzell
- Kratzberg zu Schnaitsee
- Kratzbichl zu Schnaitsee
- Krautenbach zu Taching a.See
- Krautenberg zu Waging a.See
- Kraxenest zu Petting
- Kreidlberg zu Altenmarkt a.d.Alz
- Kreuzfeld zu Inzell
- Kreuzstraße zu Schnaitsee
- Kronacker zu Traunstein
- Kronberg zu Bergen
- Kroneck zu Grabenstätt
- Kronest zu Trostberg
- Kronwitt zu Kirchanschöring
- Krötzing zu Tittmoning
- Kruchenhausen zu Unterwössen
- Krutzling zu Siegsdorf
- Kucheln zu Grassau
- Kugelthal zu Tittmoning
- Kühberg zu Engelsberg
- Kühleiten zu Siegsdorf
- Kühnhausen zu Petting
- Kumberg zu Fridolfing
- Künering zu Obing
- Kutterau zu Tittmoning

↑ Zurück zum Inhaltsverzeichnis

### L
- Laab zu Tacherting
- Labenbach zu Ruhpolding
- Labering zu Kienberg
- Lacken zu Surberg
- Lackenbach zu Kirchanschöring
- Lahr zu Kienberg
- Lahröster zu Kienberg
- Laimgrub zu Chieming
- Laiming zu Tittmoning
- Lambach zu Seeon-Seebruck
- Lampertsham zu Palling
- Lampertsham zu Schnaitsee
- Lampoding zu Kirchanschöring
- Landerhausen zu Schleching
- Landertsham zu Obing
- Langenspach zu Grabenstätt
- Längersöd zu Kirchanschöring
- Langesöd zu Fridolfing
- Langmoos zu Traunstein
- Langwied zu Tittmoning
- Lanzing zu Marquartstein
- Lanzing zu Tittmoning
- Lappen zu Surberg
- Laubau zu Ruhpolding
- Laufenau zu Altenmarkt a.d.Alz
- Laufing zu Tittmoning
- Lauter zu Surberg
- Lebenau zu Fridolfing
- Lechau zu Wonneberg
- Ledern zu Tittmoning
- Lehen zu Petting
- Lehen zu Tacherting
- Lehen in Surberg zu Surberg
- Leiderting zu Traunstein
- Leiharting zu Kirchanschöring
- Leiten zu Seeon-Seebruck
- Leiten zu Bergen
- Leiten zu Schnaitsee
- Leiten zu Surberg
- Leiten zu Tacherting
- Leitgering zu Tittmoning
- Lemperholzen zu Petting
- Lendbichl zu Unterwössen
- Lenglach zu Chieming
- Lengloh zu Tacherting
- Lenthal zu Grabenstätt
- Leopoldsberg zu Waging a.See
- Lerchen zu Surberg
- Lettengruben zu Siegsdorf
- Lichteneck zu Schnaitsee
- Liebharten zu Tacherting
- Liedering zu Obing
- Lieseich zu Fridolfing
- Limberg zu Taching a.See
- Lindach zu Engelsberg
- Lindach zu Obing
- Lindach zu Tittmoning
- Lindach zu Trostberg
- Linden zu Fridolfing
- Linden zu Schnaitsee
- Linden zu Siegsdorf
- Lindenhub zu Petting
- Lindl zu Siegsdorf
- Linerding zu Tittmoning
- Litzelau zu Unterwössen
- Litzlwalchen zu Nußdorf
- Lixen zu Fridolfing
- Lobing zu Tittmoning
- Lochen zu Pittenhart
- Lochen zu Schnaitsee
- Lochen zu Seeon-Seebruck
- Lochenhäusl zu Seeon-Seebruck
- Loh zu Unterwössen
- Lohen zu Kirchanschöring
- Lohen zu Ruhpolding
- Lohen zu Tacherting
- Lohen zu Tittmoning
- Lohhäusl zu Siegsdorf
- Lohmann zu Bergen
- Lohschuster zu Waging a.See
- Losbichl zu Engelsberg
- Lufersöd zu Tacherting
- Luft zu Übersee
- Lüfteneck zu Traunstein
- Lug zu Vachendorf
- Lug zu Waging a.See
- Luging zu Seeon-Seebruck
- Lupperting zu Engelsberg

↑ Zurück zum Inhaltsverzeichnis

### M
- Machesöd zu Tacherting
- Madreut zu Wonneberg
- Magdpoint zu Trostberg
- Mahd zu Palling
- Mahd zu Siegsdorf
- Maiergschwendt zu Ruhpolding
- Maierhof zu Engelsberg
- Maierhof zu Schnaitsee
- Maiering zu Pittenhart
- Maierlreith zu Tacherting
- Maiermühle zu Inzell
- Maierstetten zu Tacherting
- Mais zu Traunreut
- Maisenberg zu Engelsberg
- Maisham zu Seeon-Seebruck
- Malberting zu Palling
- Mallerting zu Pittenhart
- Mandlberg zu Petting
- Manetsberg zu Tittmoning
- Manholding zu Chieming
- Mantelsham zu Schnaitsee
- Manzenberg zu Unterwössen
- Manzing zu Schnaitsee
- Marberloh zu Traunstein
- Maria-Eck zu Siegsdorf
- Marquartstein
- Marwang zu Grabenstätt
- Massing zu Altenmarkt a.d.Alz
- Massingmühle zu Altenmarkt a.d.Alz
- Matzing zu Traunreut
- Mauer zu Siegsdorf
- Mauerham zu Taching a.See
- Mauerlohen zu Waging a.See
- Mauern zu Kienberg
- Mauerriedl zu Siegsdorf
- Maurach zu Schnaitsee
- Mauthhäusl zu Grassau
- Mayerhofen zu Fridolfing
- Mayerhofen zu Tittmoning
- Mayerhofen zu Traunstein
- Mayerhofen zu Waging a.See
- Meggenthal zu Tittmoning
- Meisau zu Siegsdorf
- Meising zu Chieming
- Mettenham zu Schleching
- Miesenböck zu Waging a.See
- Miesweidach zu Tittmoning
- Mietenkam zu Grassau
- Milzham zu Kirchanschöring
- Mitterbichl zu Traunstein
- Mittereich zu Tittmoning
- Mitterfelden zu Tacherting
- Mittermühle zu Tacherting
- Mittermühle zu Waging a.See
- Mitterpirach zu Obing
- Mitterroidham zu Palling
- Mitterwegen zu Ruhpolding
- Mögling zu Trostberg
- Mögstetten zu Nußdorf
- Molbaum zu Waging a.See
- Molberting zu Siegsdorf
- Mollstätten zu Taching a.See
- Mönchspoint zu Taching a.See
- Moos zu Grassau
- Moos
- Moos zu Surberg
- Moos zu Tacherting
- Moos zu Taching a.See
- Moos zu Tittmoning
- Moos zu Waging a.See
- Moosburg zu Tittmoning
- Moosen zu Tittmoning
- Moosen zu Übersee
- Moosham zu Trostberg
- Mooshäuser zu Waging a.See
- Mooshäusl zu Marquartstein
- Mooshäusl zu Wonneberg
- Moosmühl zu Obing
- Moosmühle zu Taching a.See
- Moospoint zu Wonneberg
- Moosreuth zu Petting
- Mooswinkeln zu Tittmoning
- Moritz zu Petting
- Mörn zu Kienberg
- Mörn zu Seeon-Seebruck
- Mörn zu Tacherting
- Mörnberg zu Petting
- Mosen zu Siegsdorf
- Mühlau zu Schleching
- Mühlbach zu Vachendorf
- Mühlberg zu Petting
- Mühlberg zu Waging a.See
- Mühlen zu Vachendorf
- Mühlham zu Tittmoning
- Mühlhausen zu Tacherting
- Mühlthal zu Nußdorf
- Mühlthal zu Taching a.See
- Mühlwinkl zu Ruhpolding
- Münichham zu Tittmoning
- Murschall zu Tittmoning
- Musbach zu Petting
- Mussen zu Tacherting
- Mussenmühle zu Tacherting
- Muttering zu Fridolfing

↑ Zurück zum Inhaltsverzeichnis

### N
- Nachmühl zu Grassau
- Narnberg zu Traunreut
- Neubauer zu Chieming
- Neubichl zu Seeon-Seebruck
- Neudeck zu Tacherting
- Neudorf zu Traunreut
- Neugaden zu Traunreut
- Neu-Gröben zu Petting
- Neugütl zu Engelsberg
- Neuhaus zu Petting
- Neuhausen zu Traunstein
- Neuhäusl zu Engelsberg
- Neukrämer zu Petting
- Neuling zu Traunstein
- Neunteufeln zu Kirchanschöring
- Neuputzham zu Petting
- Neuschalchen zu Tacherting
- Neuschmied zu Unterwössen
- Neustadl zu Altenmarkt a.d.Alz
- Neustadl zu Ruhpolding
- Neuwies zu Übersee
- Neuwimm zu Wonneberg
- Niederachen zu Inzell
- Niederau zu Fridolfing
- Niederbrunn zu Pittenhart
- Niederham zu Obing
- Niederham zu Pittenhart
- Niederham zu Tittmoning
- Niederhausen zu Tacherting
- Niederlehen zu Engelsberg
- Niederndorf zu Grabenstätt
- Niedernfels zu Marquartstein
- Niederstein zu Engelsberg
- Niederstockham zu Tittmoning
- Niedervachenau zu Ruhpolding
- Niederwinkeln zu Fridolfing
- Niedling zu Traunreut
- Niesgau zu Seeon-Seebruck
- Nilling zu Fridolfing
- Nirnharting zu Waging a.See
- Nock zu Altenmarkt a.d.Alz
- Nonnreit zu Tittmoning
- Nöstlbach zu Pittenhart
- Nothbicheln zu Waging a.See
- Nunbichl zu Trostberg
- Nunhausen zu Traunreut
- Nußbaum zu Grassau
- Nußdorf
- Nutz zu Surberg

↑ Zurück zum Inhaltsverzeichnis

### O
- Oberaschau zu Grabenstätt
- Oberaschau zu Waging a.See
- Oberau zu Engelsberg
- Oberau zu Fridolfing
- Oberau zu Wonneberg
- Oberbichl zu Reit i.Winkl
- Oberbrunn zu Pittenhart
- Oberbrunnham zu Tacherting
- Oberdoblmühle zu Wonneberg
- Obereben zu Ruhpolding
- Obereck zu Siegsdorf
- Obereggerhausen zu Grabenstätt
- Oberfeldkirchen zu Trostberg
- Obergalling zu Siegsdorf
- Obergeisenfelden zu Fridolfing
- Obergschwendt zu Ruhpolding
- Oberhafing zu Palling
- Oberhaid zu Traunstein
- Oberhalling zu Wonneberg
- Oberharrer zu Engelsberg
- Oberhaus zu Traunreut
- Oberhausen zu Ruhpolding
- Oberheutau zu Siegsdorf
- Oberhilgen zu Altenmarkt a.d.Alz
- Oberhochstätt zu Chieming
- Oberhöhenwald zu Surberg
- Oberlehen zu Engelsberg
- Oberleiten zu Obing
- Oberleiten zu Waging a.See
- Obermoosbach zu Grassau
- Obermoosen zu Wonneberg
- Obernhof zu Schnaitsee
- Oberöd zu Tittmoning
- Oberpirach zu Obing
- Oberried zu Tittmoning
- Oberroidham zu Palling
- Oberschilding zu Palling
- Obersöln zu Traunstein
- Obersommering zu Palling
- Oberstefling zu Waging a.See
- Obertaching zu Taching a.See
- Oberunterberg zu Siegsdorf
- Obervockling zu Waging a.See
- Oberwalchen zu Traunreut
- Oberwald zu Bergen
- Oberweißenkirchen zu Palling
- Oberwendling zu Wonneberg
- Oberwimm zu Trostberg
- Oberwössen zu Unterwössen
- Obing
- Öd zu Chieming
- Öd im Forst zu Waging a.See
- Öd in der Pechschneid zu Traunstein
- Oderberg zu Traunreut
- Oed zu Altenmarkt a.d.Alz
- Oed zu Bergen
- Oed zu Fridolfing
- Oed zu Inzell
- Oed zu Kienberg
- Oed zu Marquartstein
- Oed zu Siegsdorf
- Oed zu Surberg
- Oed zu Trostberg
- Oed zu Waging a.See
- Oeden zu Schnaitsee
- Oedmühl zu Inzell
- Offenham zu Engelsberg
- Offenham zu Schnaitsee
- Offling zu Altenmarkt a.d.Alz
- Ohni zu Engelsberg
- Öllerberg zu Tittmoning
- Ollerding zu Tittmoning
- Ort zu Ruhpolding
- Ort zu Trostberg
- Orthofen zu Kienberg
- Ortmaring zu Kienberg
- Osenstätten zu Engelsberg
- Osterbuchberg zu Grabenstätt
- Osterham zu Siegsdorf
- Ottenthal zu Engelsberg
- Otting zu Waging a.See
- Otzen zu Tacherting

↑ Zurück zum Inhaltsverzeichnis

### P
- Pächmann zu Engelsberg
- Palling
- Panholz zu Inzell
- Panolsreut zu Wonneberg
- Parschall zu Waging a.See
- Partenhausen zu Waging a.See
- Parting zu Schnaitsee
- Parzing zu Traunreut
- Pasee zu Waging a.See
- Pattenau zu Siegsdorf
- Pattenberg zu Bergen
- Pattenham zu Seeon-Seebruck
- Pauleck zu Surberg
- Paulfischer zu Siegsdorf
- Paulöd zu Inzell
- Paulöd zu Traunstein
- Pavolding zu Seeon-Seebruck
- Penesöd zu Kirchanschöring
- Perading zu Seeon-Seebruck
- Perating zu Trostberg
- Pertenham zu Taching a.See
- Pertenstein zu Traunreut
- Peterskirchen zu Tacherting
- Peterwinkeln zu Tittmoning
- Pettendorf zu Marquartstein
- Petting
- Pfaffenberg zu Trostberg
- Pfaffenham zu Schnaitsee
- Pfaffing zu Chieming
- Pfaffing zu Obing
- Pfaffing zu Tittmoning
- Pfarrhof zu Surberg
- Pfarrhof zu Tacherting
- Pfeisenham zu Schnaitsee
- Pichler zu Engelsberg
- Pieling zu Trostberg
- Pierling zu Traunreut
- Piesenberg zu Tittmoning
- Piesenhausen zu Marquartstein
- Pietling zu Fridolfing
- Pinzgau zu Tacherting
- Pirach zu Fridolfing
- Pirach zu Kirchanschöring
- Pirach zu Trostberg
- Pittenhart
- Pittersdorf zu Chieming
- Pitzlloch zu Grabenstätt
- Planthal zu Taching a.See
- Plattenberg zu Traunreut
- Plattenberg zu Waging a.See
- Plattenberg zu Wonneberg
- Plenken zu Ruhpolding
- Plereit zu Siegsdorf
- Pletschach zu Bergen
- Plosau zu Waging a.See
- Plossau zu Fridolfing
- Poing zu Seeon-Seebruck
- Point zu Ruhpolding
- Point zu Seeon-Seebruck
- Point zu Unterwössen
- Pölln zu Kirchanschöring
- Pöllner zu Kirchanschöring
- Polsing zu Fridolfing
- Polsing zu Palling
- Pommern zu Inzell
- Ponlach zu Tittmoning
- Ponthal zu Tacherting
- Poschen zu Schnaitsee
- Poschmühle zu Traunreut
- Pößmoos zu Kienberg
- Prast zu Engelsberg
- Preising zu Traunstein
- Pröllner zu Petting
- Prüll zu Siegsdorf
- Pulharting zu Fridolfing
- Pullach zu Seeon-Seebruck
- Purkering zu Trostberg
- Pürn zu Engelsberg
- Putzham zu Petting

↑ Zurück zum Inhaltsverzeichnis

### Q
- Quellgrund zu Petting
- Quirn zu Surberg

↑ Zurück zum Inhaltsverzeichnis

### R
- Rabenden zu Altenmarkt a.d.Alz
- Rabeneck zu Schnaitsee
- Rachertsfelden zu Pittenhart
- Raiten zu Schleching
- Ramberg zu Bergen
- Rambicheln zu Taching a.See
- Ramer zu Engelsberg
- Ramgraben zu Wonneberg
- Rampertskirchen zu Kienberg
- Ramsdorf zu Tittmoning
- Ramsen zu Inzell
- Ramsler zu Ruhpolding
- Randling zu Kienberg
- Ranham zu Palling
- Ranharting zu Tittmoning
- Rauchenbichl zu Ruhpolding
- Rausch zu Surberg
- Rautenham zu Fridolfing
- Redl zu Kirchanschöring
- Reichersdorf zu Kirchanschöring
- Reicherting zu Tacherting
- Reichgrub zu Tacherting
- Reichhausen zu Siegsdorf
- Reichsberg zu Traunstein
- Reichwimm zu Wonneberg
- Reifing zu Grassau
- Reisermann zu Übersee
- Reit zu Engelsberg
- Reit zu Grassau
- Reit zu Kirchanschöring
- Reit zu Obing
- Reit zu Tacherting
- Reit zu Tittmoning
- Reit zu Traunreut
- Reit zu Trostberg
- Reit im Winkl
- Reiten zu Ruhpolding
- Reiterberg zu Obing
- Reith zu Inzell
- Reitmeier zu Palling
- Reitmeister zu Engelsberg
- Rendlmühle zu Waging a.See
- Renegarn zu Engelsberg
- Reschberg zu Kirchanschöring
- Rettenbach zu Siegsdorf
- Rettenbach zu Traunstein
- Reut zu Surberg
- Reut zu Trostberg
- Reut bei Eschelbach zu Kirchanschöring
- Reuten zu Petting
- Reuten zu Siegsdorf
- Rexau zu Unterwössen
- Ribing zu Kirchanschöring
- Ried zu Ruhpolding
- Ried zu Surberg
- Riederting zu Traunstein
- Riefer zu Engelsberg
- Riendlhäusl zu Wonneberg
- Ringham zu Petting
- Rinkertsham zu Schnaitsee
- Rohrigham zu Trostberg
- Röhrmoos zu Kirchanschöring
- Roibach zu Tittmoning
- Roitham zu Obing
- Roitham zu Seeon-Seebruck
- Roitham zu Traunreut
- Roitwalchen zu Traunstein
- Ropferding zu Waging a.See
- Rosenberg zu Trostberg
- Rosenthal zu Surberg
- Roßbirn zu Schnaitsee
- Roßruck zu Surberg
- Roth zu Kirchanschöring
- Rothanschöring zu Kirchanschöring
- Rothbuch zu Pittenhart
- Rothkampeln zu Tittmoning
- Rottau zu Grassau
- Rudhart zu Siegsdorf
- Ruhpoint zu Nußdorf
- Ruhpolding
- Ruhsdorf zu Wonneberg
- Rumering zu Schnaitsee
- Rumersham zu Obing
- Rumgraben zu Bergen
- Rupertsdorf zu Altenmarkt a.d.Alz
- Rupertsham zu Schnaitsee
- Ruppling zu Tacherting
- Rusch zu Tacherting
- Rutzöd zu Traunstein

↑ Zurück zum Inhaltsverzeichnis

### S
- Saag zu Tittmoning
- Sachsenham zu Obing
- Salling zu Taching a.See
- Salling zu Tittmoning
- Salming zu Schnaitsee
- Sandgrub zu Schnaitsee
- Sandgrub zu Seeon-Seebruck
- Sankt Georgen zu Traunreut
- Sankt Johann zu Siegsdorf
- Sankt Valentin zu Ruhpolding
- Sankt Wolfgang zu Altenmarkt a.d.Alz
- Sauberg zu Kirchanschöring
- Schabing zu Engelsberg
- Schabing zu Obing
- Schabinghof zu Schnaitsee
- Schabingsföhr zu Schnaitsee
- Schachen zu Pittenhart
- Schachen zu Schnaitsee
- Schachen zu Seeon-Seebruck
- Schalchen zu Tacherting
- Schalkham zu Obing
- Scharam zu Kirchanschöring
- Scharam zu Siegsdorf
- Scharling zu Wonneberg
- Scharmeß zu Waging a.See
- Scharten zu Altenmarkt a.d.Alz
- Schauersbreiten zu Schnaitsee
- Schedling zu Trostberg
- Scheiblegg zu Siegsdorf
- Scheitzen zu Schnaitsee
- Scheitzenberg zu Seeon-Seebruck
- Scheitzened zu Engelsberg
- Schellenberg zu Bergen
- Schelleneck zu Tittmoning
- Schergenhub zu Tacherting
- Schermühle zu Tacherting
- Scheuerl zu Petting
- Schifferleiten zu Fridolfing
- Schilling zu Schnaitsee
- Schilling zu Trostberg
- Schillmaier zu Engelsberg
- Schimpflingsöd zu Schnaitsee
- Schinagl zu Traunstein
- Schineck zu Surberg
- Schipfl zu Bergen
- Schlaffen zu Tittmoning
- Schlaipfering zu Obing
- Schleching
- Schlecht zu Unterwössen
- Schlecht zu Vachendorf
- Schlegl zu Engelsberg
- Schlichten zu Tittmoning
- Schlichtersberg zu Traunreut
- Schließpoint zu Übersee
- Schlipfing zu Bergen
- Schloßberg zu Trostberg
- Schmelz zu Inzell
- Schmerbach zu Tittmoning
- Schmidberg zu Seeon-Seebruck
- Schmidham zu Schnaitsee
- Schmidham zu Traunstein
- Schmidhub zu Engelsberg
- Schmidseidl zu Engelsberg
- Schmidwald zu Bergen
- Schmieding zu Traunreut
- Schnaitsee
- Schnappenwinkl zu Staudach-Egerndach
- Schnatzlreut zu Wonneberg
- Schneckenberg zu Traunreut
- Schneereut zu Grabenstätt
- Schneewinkl zu Inzell
- Schneidergröben zu Taching a.See
- Schnitzer zu Engelsberg
- Schnöbling zu Waging a.See
- Schöberl zu Engelsberg
- Schönau zu Surberg
- Schönberg zu Kienberg
- Schöneck zu Siegsdorf
- Schönharting zu Trostberg
- Schönhofen zu Taching a.See
- Schönlinden zu Tacherting
- Schönram zu Petting
- Schönreit zu Trostberg
- Schönthal zu Waging a.See
- Schopf zu Obing
- Schörging zu Tacherting
- Schrankbaum zu Schnaitsee
- Schreckenbach zu Palling
- Schröckenbauer zu Taching a.See
- Schuhegg zu Waging a.See
- Schürzbichl zu Ruhpolding
- Schuster am See zu Waging a.See
- Schützing zu Chieming
- Schwaig zu Kirchanschöring
- Schwaig zu Marquartstein
- Schwaig zu Ruhpolding
- Schwaig zu Traunstein
- Schwank zu Palling
- Schwarzau zu Trostberg
- Schwarzberg zu Inzell
- Schwarzed zu Engelsberg
- Schwarzerberg zu Trostberg
- Schweighausen zu Petting
- Schweinbach zu Siegsdorf
- Schweinberg zu Tacherting
- Schweinsteig zu Schnaitsee
- Schwober zu Traunstein
- Schwoshub zu Tacherting
- See zu Inzell
- Seebach zu Fridolfing
- Seeberg zu Petting
- Seebruck zu Seeon-Seebruck
- Seegatterl zu Reit i.Winkl
- Seehaus zu Petting
- Seehaus zu Ruhpolding
- Seehof zu Petting
- Seeleiten zu Waging a.See
- Seeon zu Seeon-Seebruck
- Seeschneider zu Petting
- Seethal zu Übersee
- Seiboldhof zu Waging a.See
- Seiboldsdorf zu Traunstein
- Seilerberg zu Seeon-Seebruck
- Selberting zu Surberg
- Seppenberg zu Schnaitsee
- Siboling zu Kienberg
- Sicharting zu Taching a.See
- Sieberöd zu Palling
- Siedenberg zu Chieming
- Siegelberg zu Traunstein
- Sieghart zu Engelsberg
- Siegharting zu Tacherting
- Siegler zu Tacherting
- Sieglreit zu Traunreut
- Siegsdorf
- Simering zu Kienberg
- Simmerreit zu Altenmarkt a.d.Alz
- Sinzing zu Schnaitsee
- Sinzinger zu Schnaitsee
- Sonderhausen zu Kienberg
- Sondermoning zu Nußdorf
- Sondershausen zu Petting
- Sonnau zu Kienberg
- Sonnenleiten zu Bergen
- Sossau zu Grabenstätt
- Spannbruck zu Fridolfing
- Sparz zu Traunstein
- Spatzreit zu Siegsdorf
- Spiegelsberg zu Surberg
- Spiegelsberg zu Tacherting
- Spielwang zu Vachendorf
- Spirka zu Siegsdorf
- Spitzentränk zu Schnaitsee
- Spöck zu Petting
- Spreit zu Tacherting
- Sprinzenberg zu Trostberg
- Sprinzenberg zu Waging a.See
- St.Leonhard am Wonneberg zu Wonneberg
- Stackendorf zu Tittmoning
- Stadeln zu Grabenstätt
- Stadl zu Kienberg
- Stadler zu Ruhpolding
- Stadler zu Tacherting
- Staffen zu Unterwössen
- Staller zu Seeon-Seebruck
- Stalling zu Palling
- Stangern zu Schnaitsee
- Starfling zu Engelsberg
- Starz zu Waging a.See
- Staudach zu Grabenstätt
- Staudach zu Staudach-Egerndach
- Stecken zu Taching a.See
- Stegen zu Übersee
- Stegenhäuser zu Übersee
- Stein zu Siegsdorf
- Stein an der Traun zu Traunreut
- Steinach zu Staudach-Egerndach
- Steinau zu Schnaitsee
- Steinberg zu Ruhpolding
- Steinberg zu Trostberg
- Steinbergalm zu Ruhpolding
- Steinbruck zu Grassau
- Steinbrücken zu Bergen
- Steineck zu Schnaitsee
- Steineck zu Taching a.See
- Steineck zu Traunreut
- Steinersöd zu Fridolfing
- Steingrub zu Taching a.See
- Steinleich zu Tittmoning
- Steinmaßl zu Fridolfing
- Steinrab zu Seeon-Seebruck
- Steppach zu Waging a.See
- Sterfling zu Waging a.See
- Sterr zu Inzell
- Schnitzer zu Engelsberg
- Stetten zu Schnaitsee
- Stetten zu Seeon-Seebruck
- Stetten zu Tittmoning
- Stetten am Holz zu Palling
- Stief zu Fridolfing
- Stießberg zu Fridolfing
- Stock zu Schnaitsee
- Stocka zu Vachendorf
- Stockach zu Petting
- Stockham zu Fridolfing
- Stockham zu Obing
- Stockham zu Tittmoning
- Stocking zu Ruhpolding
- Stockreit zu Ruhpolding
- Stöffling zu Seeon-Seebruck
- Stolzenberg zu Trostberg
- Stölzlberg zu Schnaitsee
- Storfling zu Chieming
- Stötten zu Petting
- Stöttham zu Chieming
- Stöttling bei Engertsham zu Trostberg
- Stöttling bei Pirach zu Trostberg
- Stöttwies zu Obing
- Straß zu Engelsberg
- Straß zu Seeon-Seebruck
- Straß zu Surberg
- Straß zu Tacherting
- Straß zu Waging a.See
- Straßberg zu Pittenhart
- Straßberg zu Staudach-Egerndach
- Straßham zu Seeon-Seebruck
- Sträubl zu Wonneberg
- Strehtrumpf zu Grassau
- Streichen zu Schleching
- Streicher zu Engelsberg
- Streulach zu Petting
- Streunthal zu Marquartstein
- Strohhof zu Fridolfing
- Stubern zu Petting
- Stücklmühle zu Unterwössen
- Stücklschneid zu Unterwössen
- Stumpfering zu Altenmarkt a.d.Alz
- Sulzbach zu Inzell
- Sulzen zu Ruhpolding
- Surberg
- Surbergbichl zu Surberg
- Surbrunn zu Schnaitsee
- Surtal zu Surberg
- Süssen zu Marquartstein

↑ Zurück zum Inhaltsverzeichnis

### T
- Tabing zu Chieming
- Tacherting
- Taching am See
- Tandlmaier zu Surberg
- Tauernstein zu Siegsdorf
- Taxenberg zu Pittenhart
- Teichting zu Petting
- Teisenberg zu Inzell
- Tengling zu Taching a.See
- Tettelham zu Waging a.See
- Tettenberg zu Waging a.See
- Tettenhausen zu Waging a.See
- Tettenmoos zu Grabenstätt
- Thal zu Kirchanschöring
- Thal zu Schnaitsee
- Thal zu Siegsdorf
- Thal zu Surberg
- Thal zu Waging a.See
- Thalham zu Altenmarkt a.d.Alz
- Thalham zu Obing
- Thalham zu Palling
- Thalham zu Siegsdorf
- Thalmann zu Surberg
- Thalmühle zu Surberg
- Thalpoint zu Taching a.See
- Thann zu Surberg
- Thannreit zu Surberg
- Thannsberg zu Fridolfing
- Thauernhausen zu Chieming
- Thorstadl zu Obing
- Thunstetten zu Surberg
- Thurmbau zu Kienberg
- Thurn zu Inzell
- Tinnerting zu Traunstein
- Tinning zu Trostberg
- Tittmoning
- Töfenreut zu Wonneberg
- Törring zu Tittmoning
- Traßmiething zu Tittmoning
- Traundorf zu Siegsdorf
- Traunreut
- Traunstein
- Traunstorf zu Traunstein
- Traunwalchen zu Traunreut
- Trenkmoos zu Surberg
- Trost zu Engelsberg
- Trostberg
- Truchtlaching zu Seeon-Seebruck
- Tyrlbrunn zu Palling

↑ Zurück zum Inhaltsverzeichnis

### U
- Überfuhr zu Fridolfing
- Übersee
- Umundum zu Fridolfing
- Unering zu Palling
- Unnütz zu Engelsberg
- Unteraschau zu Grabenstätt
- Unteraschau zu Waging a.See
- Unterau zu Engelsberg
- Unterau zu Inzell
- Unterberg zu Siegsdorf
- Unterbichl zu Reit i.Winkl
- Unterbrunnham zu Tacherting
- Untereben zu Ruhpolding
- Untereck zu Siegsdorf
- Untereggerhausen zu Grabenstätt
- Untergalling zu Siegsdorf
- Untergeisenfelden zu Fridolfing
- Untergunzenberg zu Tittmoning
- Unterhafing zu Palling
- Unterhaid zu Traunstein
- Unterharrer zu Engelsberg
- Unterheutau zu Siegsdorf
- Unterhilgen zu Altenmarkt a.d.Alz
- Unterhochstätt zu Chieming
- Unterholzen zu Waging a.See
- Untermeggenthal zu Tittmoning
- Untermoosbach zu Grassau
- Untermoosen zu Wonneberg
- Unteröd zu Tittmoning
- Unterpirach zu Obing
- Unterrain zu Inzell
- Unterried zu Tittmoning
- Unterroidham zu Palling
- Unterropferding zu Waging a.See
- Unterschilding zu Palling
- Unterschönthal zu Waging a.See
- Untersöln zu Traunstein
- Untersommering zu Palling
- Unterstefling zu Waging a.See
- Untertaching zu Taching a.See
- Untervockling zu Waging a.See
- Unterwald zu Bergen
- Unterweißenkirchen zu Palling
- Unterwendling zu Wonneberg
- Unterwössen
- Unverzug zu Petting
- Urbau zu Schnaitsee
- Urschlau zu Ruhpolding
- Urthal zu Tacherting

↑ Zurück zum Inhaltsverzeichnis

### V
- Vachendorf
- Vachenlug zu Surberg
- Venusberg zu Siegsdorf
- Viehhausen zu Altenmarkt a.d.Alz
- Viehhausen zu Grassau
- Viehhausen zu Trostberg
- Vitzthum zu Siegsdorf
- Vocking zu Grabenstätt
- Vogl zu Tacherting
- Voglaich zu Kirchanschöring
- Vogleck zu Engelsberg
- Vogling zu Siegsdorf
- Vogllug zu Marquartstein
- Voglöd zu Obing
- Voglsang zu Trostberg
- Voitswinkl zu Wonneberg
- Volkrading zu Palling
- Vorauf zu Siegsdorf
- Vorderbichl zu Inzell
- Vorderbichl zu Übersee
- Vorderdorfen zu Engelsberg
- Vordergesselberg zu Petting
- Vordergschwall zu Inzell
- Vordermiesenbach zu Ruhpolding
- Vorderwelln zu Siegsdorf

↑ Zurück zum Inhaltsverzeichnis

### W
- Wabach zu Schnaitsee
- Wagenau zu Siegsdorf
- Waging am See
- Wagrain zu Schleching
- Waich zu Ruhpolding
- Wajon zu Tacherting
- Walchen zu Petting
- Walchen zu Tittmoning
- Walchenberg zu Traunreut
- Wald zu Chieming
- Wald zu Inzell
- Wald zu Siegsdorf
- Wald zu Wonneberg
- Waldering zu Tittmoning
- Waldhaiming zu Obing
- Waldhausen zu Schnaitsee
- Waldhäusl zu Waging a.See
- Waldhub zu Engelsberg
- Walding zu Traunreut
- Wallmoning zu Tittmoning
- Wallner zu Engelsberg
- Waltenberg zu Seeon-Seebruck
- Waltersham zu Trostberg
- Waltlham zu Schnaitsee
- Walzach zu Pittenhart
- Wang zu Nußdorf
- Wartmoning zu Tacherting
- Wäschhausen zu Trostberg
- Wasen zu Ruhpolding
- Wasen zu Übersee
- Wasserbrenner zu Petting
- Wattenham zu Seeon-Seebruck
- Watzing zu Kirchanschöring
- Watzing zu Tacherting
- Weberhäusl zu Wonneberg
- Wechselberg zu Trostberg
- Weg zu Tacherting
- Weger zu Engelsberg
- Wegmann zu Unterwössen
- Wegscheid zu Traunstein
- Weibhausen zu Wonneberg
- Weichslehen zu Engelsberg
- Weidach zu Bergen
- Weidach zu Chieming
- Weidach zu Übersee
- Weidach zu Waging a.See
- Weidboden zu Chieming
- Weiderting zu Nußdorf
- Weiding zu Schnaitsee
- Weiding zu Trostberg
- Weiher zu Grassau
- Weiher zu Siegsdorf
- Weiher zu Traunreut
- Weiherhaus zu Taching a.See
- Weikertsham zu Trostberg
- Weilham zu Tittmoning
- Weinberg zu Seeon-Seebruck
- Weinberg zu Taching a.See
- Weingarten zu Ruhpolding
- Weisbrunn zu Traunreut
- Weisham zu Traunreut
- Weißachen zu Bergen
- Weißbach zu Wonneberg
- Weißenbach zu Grassau
- Weisthum zu Tacherting
- Weitgassing zu Taching a.See
- Weitmoos zu Waging a.See
- Weitwies zu Siegsdorf
- Wendling zu Waging a.See
- Werfer zu Tacherting
- Wernleiten zu Siegsdorf
- Wessen zu Übersee
- Westerbuchberg zu Übersee
- Westerhausen zu Schnaitsee
- Widdmoos zu Ruhpolding
- Widholz zu Unterwössen
- Wiedenreut zu Petting
- Wien zu Inzell
- Wies zu Altenmarkt a.d.Alz
- Wies zu Kirchanschöring
- Wies zu Tacherting
- Wies zu Tittmoning
- Wiese zu Siegsdorf
- Wiesen zu Ruhpolding
- Wiesen zu Siegsdorf
- Wiesen zu Surberg
- Wiesen zu Traunreut
- Wiesen zu Unterwössen
- Wiesmann zu Fridolfing
- Wiesmühl an der Alz zu Engelsberg
- Wiesmühl bei Tittmoning zu Tittmoning
- Wildenhofen zu Waging a.See
- Wilgering zu Tittmoning
- Willading zu Tacherting
- Willertsham zu Trostberg
- Willing zu Kienberg
- Wimm zu Fridolfing
- Wimm zu Grabenstätt
- Wimm zu Petting
- Wimm zu Pittenhart
- Wimm zu Siegsdorf
- Wimm zu Surberg
- Wimm zu Tittmoning
- Wimm zu Trostberg
- Wimpasing zu Taching a.See
- Wimpasing zu Trostberg
- Wimpasing zu Vachendorf
- Wimpersing zu Chieming
- Winden zu Petting
- Windgrat zu Inzell
- Windschnur zu Pittenhart
- Windschnur zu Übersee
- Winkeln zu Fridolfing
- Winkl bei Grabenstätt zu Grabenstätt
- Winklmoos-Alm zu Reit i.Winkl
- Wintermoning zu Waging a.See
- Wipfing zu Vachendorf
- Witzmoning zu Tacherting
- Woishub zu Tacherting
- Wolfanger zu Tacherting
- Wolfegg zu Obing
- Wolfering zu Trostberg
- Wolferting zu Grabenstätt
- Wolfhausen zu Tacherting
- Wolfsberg zu Siegsdorf
- Wolfsberg zu Waging a.See
- Wolkersdorf zu Kirchanschöring
- Wolkersdorf zu Traunstein
- Wölkham zu Engelsberg
- Wöllhub zu Seeon-Seebruck
- Wollmannstetten zu Engelsberg
- Wörgant zu Engelsberg
- Wörglham zu Vachendorf
- Wuhrbichl zu Marquartstein
- Würau zu Inzell
- Wurzenberg zu Petting
- Wüstenreit zu Surberg

↑ Zurück zum Inhaltsverzeichnis

### Z
- Zagl zu Trostberg
- Zaglreit zu Taching a.See
- Zansham zu Schnaitsee
- Zebhausen zu Kirchanschöring
- Zehnthof zu Tacherting
- Zeiering zu Grabenstätt
- Zeifen zu Kirchanschöring
- Zeilerer zu Engelsberg
- Zeismering zu Obing
- Zell zu Ruhpolding
- Zell zu Wonneberg
- Zelln zu Schnaitsee
- Zentern zu Petting
- Zenzl zu Petting
- Zieglstadl zu Altenmarkt a.d.Alz
- Zieglstadl zu Traunreut
- Zipfleck zu Schnaitsee
- Zözenberg zu Waging a.See
- Zuhausen zu Siegsdorf
- Zweckham zu Traunreut
- Zwickling zu Ruhpolding
- Zwing zu Inzell

↑ Zurück zum Inhaltsverzeichnis